# ジャングル大帝
『ジャングル大帝』（ジャングルたいてい）は、手塚治虫の漫画およびそれを原作とした一連のアニメ作品。
英題は日本国内ではJungle Emperor Leo、日本国外では第1、第2シリーズから再編集劇場版までがJungle Emperor、1989年のリメイク版および1997年の劇場版がKimba the White Lion、2009年のテレビスペシャル版がJungle Taitei。

## 概要
アフリカのジャングルを舞台に、白ライオンのレオを中心とした一家3代とムーンライトストーンを巡って争奪戦を演じる人間たちの群像を描く大河ドラマである。4度にわたりアニメ化され、プロ野球球団（パ・リーグ）「西武ライオンズ」（現：埼玉西武ライオンズ）のマスコットに本作のキャラクターが採用されたことで、世代を越えた認知度を持つ。
大阪在住の医学生時代は単行本の描き下ろしを中心として来た手塚治虫が、中央で本格的なデビューを飾った作品であり、学童社の月刊漫画誌「漫画少年」に1950年（昭和25年）11月号から1954年（昭和29年）4月号にかけて全43回を連載。本来は『密林大帝』として単行本で描き下ろす予定だったのが、上京して偶然訪れた学童社において加藤謙一編集長の奨めで連載することになった経緯を持つ。連載開始時は4ページ、第2回からは扉ページのついた10ページに拡大になり、連載中は最大で16ページになるなど「漫画少年」の看板作品として君臨。以後の手塚は、単行本描き下ろしから、月刊漫画誌に仕事を切り替え、大学卒業後は漫画家に専念。1951年に『鉄腕アトム』を「少年」で連載を始めるまで、少年誌での手塚の代表的な仕事が本作である。
手塚は赤本漫画時代に「SF3部作」を構想し単行本として出版していた。それと対を成す「動物3部作」を当時手塚は構想しており、そのなかのひとつが「ジャングル大帝」だった。最初は赤本漫画単行本として出版するつもりであったが、『漫画少年』に連載が決定。ふたつの3部作には深いつながりがあり、「ジャングル大帝」とSF3部作のひとつ「ロストワールド」の物語展開には強い共通性がみられる。
手塚は本作が連載開始後（連載中）に日本公開されたアニメーション映画『バンビ』を百回くらい見たと語り、その影響で生きるための苦しさを描こうと、初めはハッピーエンドにする予定だったが予定を変え悲劇にしたと語っている（バンビの終わり方自体はハッピーエンドだがジャングル大帝ではあえて逆のバッドエンドにした）。後にディズニー本家がアニメ版『ジャングル大帝』で育ったクリエイターによりアニメ映画『ライオン・キング』(1994年公開)が制作されたのではないかと指摘されたことでも知られる。
「白いライオン（ホワイトライオン）」というアイディアは、手塚がかつて動物の絵本を依頼された際にライオンの絵を白熱灯の下で彩色したところ、黄色を塗るつもりが電灯の黄色い光のために白と黄の絵の具を間違えて塗り、出来上がってみると白いライオンになって没になった失敗談が発端という。
ジャングルを舞台とする趣向は、手塚が少年だった1930年代初めにターザン映画などを代表とする秘境冒険映画、猛獣映画など人気を呼んだアメリカ映画の影響が指摘されている。具体的には、レオの父親パンジャの名前は1934年の『パンジャ』という猛獣狩り映画、設定は1933年の『密林の王者』などとする説がある。第二次世界大戦後の1950年代の日本では再びターザン映画が封切られており、その当時の日本の子供向け漫画や絵物語では、ターザンものやジャングルものは最もポピュラーなジャンルの1つであった（例えば山川惣治の『少年ケニヤ』(1951-1955, 産業経済新聞連載）がターザン的な絵物語の例である）。
一方、手塚の同業者である漫画家の間では、パンジャの命名は「ジャパン」を前後入れ替えたアナグラム的な命名という説があり、事実、レオの子ども（パンジャの孫）であるルネとルッキオは、（原作漫画中で名付け親のココがトミーにこっそり説明しているように）前後入れ替えると「寝る」と「起きる」になる。
手塚治虫生誕90周年記念書籍「テヅコミ」Vol.3（マイクロマガジン社）にてフランス人作家のルノー・ルメールによる作画（翻訳：原正人）の本作を題材にした読み切り漫画『ムーン山の守護者』が発表された。

## 作品テーマ
夏目房之介や二階堂黎人は、主人公レオが人間と動物の間に立っており、手塚の他作品『0マン』や『勇者ダン』などと同じく、本作の主題を異者同士の葛藤と和解であるとしている。
呉智英は、『ジャングル大帝』での暗黒大陸アフリカのジャングルの近代化をめぐる主人公レオの内心の葛藤は、手塚治虫の戦後日本における民族主義と近代主義の両方へ不信感を向けたもので回答を出しておらず、近代主義と民族主義の調和を訴えた作品と読むのは安易な読み方であるとする。
手塚自身は「大自然と生きものとの、絶えることのない闘争と征服と挫折の歴史」がテーマであると述べている。また手塚はその一方、「この谷で、アフリカが東と西に分かれております。こういうアフリカをふたつに割ったエネルギーはいったいなんだろう、というのが『ジャングル大帝』のテーマであります。」ともふれている。後者では、ウェゲナーの大陸移動説が直接的なテーマであると主張しているのである。この大陸移動説が物語に描かれている点について、1960年代以降のテクノプレート理論を先取りしていると評価されることがあるが、実際には戦時下でもウェゲナーの説は日本で紹介されつづけており、取り立てて先進性があったと言うことはできない。
アニメ版の楽曲を担当した冨田勲は、『ジャングル大帝』には連載2年前の1948年から始まった南アフリカのアパルトヘイトが影響しており、レオはネルソン・マンデラではないかという私見を述べている。

## 単行本
手塚の名を高め、1950年に「漫画少年」誌上では完結していた『ジャングル大帝』だったが、単行本化のほうは長らく完結せずのままであった。連載中の1950年に出された学童社の単行本（2巻まで）はもちろん、1967年の光文社の手塚治虫漫画全集も4巻までと刊行が途中で中断し、（雑誌連載時の読者以外は）話の結末までを読むことができない状態が続いた。テレビアニメの放送とともに1965年から1968年にかけて刊行された小学館のサンデーコミックス（注：後の時代に秋田書店が出した単行本サイズの「サンデーコミックス」という名のシリーズとは違い、雑誌サイズの大判のもので、冒頭がカラーページで他の読み物も付属した）で、連載以来13年目にしてようやく単行本として完結をみた（第5巻目には初めて完結できたことを述べた著者の言葉が収録されている）。しかし、アニメ化の際に作画の参考資料として持ち帰っていたスタッフが急逝し、その上そのスタッフの部屋も整理され、前半部分を中心にオリジナルの原稿を紛失したため、かなりの部分を描き直している。後半の第三部は、ほぼ連載時の状態で残っている。以後、小学館の手塚治虫全集(ゴールデンコミックス、1969年 - 1970年)、文民社の手塚治虫作品集(1976年)が出版され、1977年の講談社の「手塚治虫漫画全集」版が現在の定本となっている。なお、「手塚治虫漫画全集」の全400巻（当初刊行予定は全300巻であった）の記念すべき第1巻は、このジャングル大帝（の1巻）であった。
またアニメ第1、2作の放送時期に原作者の手塚治虫本人の手で小学館の児童雑誌『幼稚園』『小学一年生』の1965年4月号から9月号までは『レオちゃん』、『幼稚園』『小学一年生』『小学三年生』『小学四年生』の1965年10月号から1966年12月号にかけて連載された『ジャングル大帝』、1967年1月号から4月号までは『ジャングル大帝　進めレオ』のタイトルで連載された子供向けにコミカライズし直したバージョンは手塚治虫漫画全集では『レオちゃん』(新装デジタル版では『ジャングル大帝学年誌版』、サンデーコミックス版では『ジャングル大帝レオ』のタイトルで漫画少年版の本家とは別作品として刊行されている。
「漫画少年」連載のオリジナル版は、印刷された「漫画少年」を版下として、1990年から1992年にかけて、手塚治虫ファンクラブ京都の「ヒョウタンツギタイムス」から復刻。そして、2009年になって小学館クリエイティブより「漫画少年」連載版が『漫画少年版 ジャングル大帝』として全2巻で正式に復刻された。
- 『ジャングル大帝』(全2巻)学童社（学童社が破綻したために完結せず2巻で中断）
- 手塚治虫漫画全集『ジャングル大帝』(全4巻)光文社（完結せず4巻で中断）
- サンデーコミックス『ジャングル大帝』(全5巻)小学館（単行本の形では初めてストーリーが完結。「漫画少年」連載時からは絵を描き換えているなど多少の違いがある）
- 手塚治虫全集『ジャングル大帝』(全3巻)小学館ゴールデンコミックス
- 手塚治虫作品集『ジャングル大帝』(全1巻)文民社
- 手塚治虫漫画全集『ジャングル大帝』(全3巻)講談社
- 手塚治虫漫画全集『レオちゃん』(全1巻)講談社
- 手塚治虫初期漫画館 『ジャングル大帝』(全2巻)名著刊行会（学童社の2巻分を復刻したもの）
- カラーコミックス『ジャングル大帝』(全3巻)小学館
- ほるぷ版手塚治虫選集『ジャングル大帝』(全2巻)ほるぷ出版
- 手塚治虫まんが絵本館『ジャングル大帝』(全2巻)小学館
- ノーラコミックスデラックス『ジャングル大帝』(全2巻)学研
- 『ジャングル大帝』(全2巻)小学館
- 小学館文庫『ジャングル大帝』(全2巻)小学館
- サンデー・コミックス『ジャングル大帝レオ』(全2巻)秋田書店
- 秋田文庫『ジャングル大帝レオ』(全2巻)秋田書店
- 小学館ぴっかぴかコミックス『ジャングル大帝レオ』(全2巻)小学館
- 集英社ホームリミックス / ShR『ジャングル大帝』(全1巻)ホーム社発行/集英社発売
- 『漫画少年版 ジャングル大帝』豪華限定版/普及版(全2巻)小学館クリエイティブ
- 手塚治虫文庫全集『ジャングル大帝』(全2巻)講談社

近年の紙ベースのものではない書籍としては、講談社手塚治虫漫画全集の原稿用フィルムからスキャナーで取り込んで電子化されたDVD版の手塚治虫全集や、ダウンロード方式の電子ブックファイル版などもある。

## 年表
- 1950年（昭和25年） - 『漫画少年』で漫画の連載開始。
- 1965年（昭和40年） - 10月6日、カラーテレビアニメシリーズとして虫プロダクション制作でフジテレビ系で放送開始。後に輸出されて『Kimba the White Lion』の題名で米国を初めとする世界の多くの国で放送される。
- 1966年（昭和41年） - 第4回テレビ記者会賞特別賞受賞。厚生省中央児童文化財部会年間優秀テレビ映画第1位。厚生大臣児童福祉文化賞受賞。『劇場版・ジャングル大帝』東宝系で公開。冨田勲作曲『交響詩 ジャングル大帝』（石丸寛指揮、日本フィルハーモニー交響楽団演奏）のLPレコード発売 (サウンドトラックではなくアニメ用に作った音楽を元に編曲した交響詩の嚆矢)。原作の後半に相当する『ジャングル大帝 進めレオ!』フジテレビ系で放送開始。
- 1967年（昭和42年） - 劇場版がヴェネツィア国際映画祭でサンマルコ銀獅子賞を受賞。『ジャングル大帝 進めレオ!』第14話「吠える氷河」が第6回日本テレフイルム技術賞受賞。
- 1970年（昭和45年） - 原作漫画の単行本化はこれまで何度も中断の憂き目をみていたが、新書版の小学館（ゴールデンコミックス）手塚治虫全集に於いて最終話までの刊行が初めて実現（1966-1967年に刊行された小学館サンデーコミックス全5巻は単行本ではない）。
- 1989年（平成元年） - 2月、手塚治虫逝去。10月、手塚プロ制作の新作アニメ『ジャングル大帝』テレビ東京系で放送開始。
- 1991年（平成3年） - 1月、オリジナルビデオアニメ『アニメ交響詩ジャングル大帝』発売

（これは冨田勲「子どものための交響詩・ジャングル大帝」(1966年，LP，日本コロムビア，ステレオ)の音に会わせて動画を付けたOVAで、その物語の展開は音楽が作られたのと同じく虫プロ版ジャングル大帝の第1話にほぼ沿っている）。
- 1994年（平成6年） - ディズニーの劇場アニメ『ライオン・キング』公開。『ジャングル大帝』に酷似していると話題になる。
- 1997年（平成9年） - 手塚プロ制作の新作劇場アニメ『ジャングル大帝 （劇場版）』松竹系で公開。この作品では特に、テレビアニメ『ジャングル大帝 進めレオ!』（1966-1967，虫プロ製作）で原作漫画の結末を大きく変更していたのを、原作に近づける形でリメイクした。
- 2009年（平成21年） - 9月、フジテレビ50周年企画として、スペシャルアニメ『ジャングル大帝 -勇気が未来をかえる-』フジテレビ系で放映。12月、「漫画少年」連載のオリジナル版が『漫画少年版 ジャングル大帝』として単行本化された。

## あらすじ

### 原作
ジャングルに住み、動物たちを守るために人間や家畜を度々襲撃していた白いライオン・パンジャは酋長の依頼を受けたハム・エッグの罠によって妻を捕らえられ銃弾に倒れた。妻はそのまま動物園に輸送される事になるが檻の中でパンジャの子、レオを出産。「ジャングルに戻ってパンジャのように勇敢なライオン」になるように命じて船から脱出させる。その後、レオはアデンに流れ着き、ケン一に保護され、ヒゲオヤジらとともに人間社会での生活を送る。一方でパンジャを仕留めた褒美として手に入れた月光石を売ろうとするハム・エッグの前にプラス博士、マイナス博士が現れ、月光石を見つけたら高値で買い取る事を条件にハム・エッグにジャングルへの学術探検隊の道案内を依頼する。ヒゲオヤジは探検調査資金を出した上でケン一やレオ達をアフリカへ同行させる事に決めた。レオは故郷のアフリカへ戻るが、未開の地である事に失望、また弱肉強食の世界を目の当たりにする事で本能を揺さぶられ、自身が獣なのかそうでないのかを強く葛藤する事になる。ある夜、酋長のテントの中でパンジャの毛皮を見つけたレオはこれを盗み出す。この事で騒ぎとなり、レオとケン一、メリーは探検隊から離れてしまう。一方でジャングルの動物たちもパンジャの毛皮と共にレオが戻ってきた事を知り、レオを新たな王として担ぎ建てようとするが、ジャングルに対して野蛮な印象を抱いたレオは一度は拒む。その夜、パンジャの毛皮をまとったココ達に叱咤された事で自分を求める声を知り、ジャングルに戻る決意をするが、レオはジャングルを住みよいものにする為に人間社会で得た知識を駆使して畑を作り、度々襲撃してくる人間から動物たちを守り徐々にジャングルの王としての信頼を得ていく。
成長したレオは雌ライオン「ライヤ」を妻にし二人の間に長男「ルネ」と長女「ルッキオ」をもうける。しかし、ルネは人間に捕獲されてしまいライヤは疫病に罹り病死してしまう。ルッキオも病に罹ったがヒゲオヤジが施した血清で救われる。そしてレオは恩人であるヒゲオヤジたちが幻の石：月光石を探す旅に同行する。月光石を見つけることはできたが、一行は猛吹雪に会い絶体絶命となる。ヒゲオヤジはレオの進言に従ってレオを食べ毛皮をまとうことで命をとりとめ、下山に成功する。帰る途中にヒゲオヤジは、人間から逃げ出してきたルネと出会う。毛皮になったレオを見たルネは、レオの遺志を継ぎやがてジャングルの王となる。

### アニメ

#### 第1作
ジャングルの王として君臨していた白いライオン・パンジャは人間に捕らえられた妻・エライザを助けようとして銃弾に倒れた。エライザを動物園に入れるため、人間たちが船で輸送する途中、エライザはパンジャの血をひく白い雄ライオン・レオを出産。レオを動物園などに入れられる訳にはいかないと、エライザはレオを脱出させ、「ジャングルへ戻りなさい」と命じる。その後、嵐に巻き込まれ船と共にエライザは沈んでしまう。レオは心優しき人間のケンイチたちに助けられ、ジャングルへと戻る。レオは人間たちの文化を活かしてジャングルを改革し、そこにいる仲間たちを守り、人間語も話せるようになる。そして、ジャングルを荒らす人間たちと戦い、勝利、そして、幼なじみの雌ライオン・ライヤと結婚する。

#### 第2作
結婚したレオとライヤの間に2匹の子どもが生まれる。オウムのココが名付け親となり、「寝る」と「起きる」をひっくり返し、男の子をルネ、女の子をルッキオと名付ける。ジャングルで平穏に暮らすレオたちだったが、幻の石である「月光石」を狙って、人間たちが再びやって来る。さらに人間世界に憧れるルネが家出をしてしまったり、ライヤが恐ろしい伝染病にかかってしまったりと事件が勃発。レオはジャングルと愛する仲間たちを守ることができるのか。

#### 第3作
ジャングルの王として君臨し、白い魔神と呼ばれたパンジャはハム・エッグに捕らえられた妻のエライザを救うために銃弾に倒れる。エライザは動物園に輸送される船の中でパンジャの子を出産、パンジャが言い遺した「レオ」という名前を付けた。レオはエライザによって輸送船から逃がされた後、クッターに捕まるが、ケンイチによって助けられる。レオは成長するにつれて人間社会の中で不自由するようになり、ジャングルに返される。ジャングルに戻ったレオはかつて父が作った動物たちの憩いの場である「パンジャの森」に戻り、リーダーとなる。だが、仲間たちを守りたいという思いが強すぎたのか、かえって仲間を傷付けてしまい、森の掟(パンジャの森では絶対に戦ってはいけない)を破ったとして、森を出ていく。「俺は独りで生きていくんだ」と意地を張るレオだが、仲間との思い出や、ライヤの涙が脳裏を過る。そんな中、森の外でレオが目にしたのは「生と死」だった。生命の輝きを見たとき「僕はやっぱり、森に戻らないと。仲間たちを守るんだ」とレオは決心する。森に帰ったレオを待っていたのは、人間たちの襲撃だった。レオはパンジャの森と愛する仲間たちを守ることができるのか。

## 登場キャラクター

### ライオン
レオ
声 - 太田淑子（第1作） / 外山高士（第2作） / 林原めぐみ（第3作2話まで、幼年期）、古本新之輔（第3作3話以降、少年期） / 津嘉山正種（劇場版） / 鶴野恭子（手塚治虫ワールド映画） / 川田妙子（第4作）/ 早見沙織(2022年のCM)
本作の主人公であるホワイトライオン。白獅子パンジャの息子で、同じく白獅子。
母親エライザが動物園へ送られる道中の船の中で生まれるが、生まれて数日後に、レオだけでもジャングルヘ帰らせるべきと案じたエライザにより、無理やり海の上と追い出されてしまう。その後は野生動物ながら人間社会に揉まれていくことになり、人間語も話すことができるようになる。第3作および劇場版では人間語を話す設定はない。
生まれたばかりの幼年期には人間社会でペットとして暮らしており臆病な面もあったが、人間たちとの出会いや様々な経験を経て成長していき、故郷であるアフリカのジャングルに帰ってからは、次第に周囲の動物たちからの信頼を経ていくことになる。家畜を憎んだパンジャとは異なり、家畜であっても動物同士が傷つけあう事を嫌っている。人間社会で得た知識を駆使してジャングルの動物達に畑を作らせたり歌や人間の言葉を教えたりするが、人間との戦いの中で獅子としての生き方に目覚め、以後は人間とは距離を置き、ジャングルの王として独立した立場で動物達を守るようになる。原作後半と『劇場版』と『進めレオ!』では父のパンジャにそっくりな大人のライオンに成長し妻にライヤ、子供にルネとルッキオを授かる。
原作および劇場版では、死斑病に倒れたルッキオや動物達をヒゲオヤジ達に救ってもらった恩からムーン山への探索に参加する。目的は果たせたものの過酷な環境の中でヒゲオヤジを除く隊員が脱落し、レオ自身も雪目によって視力を失う。最期を悟ったヒゲオヤジの命を救うべく、ヒゲオヤジにナイフを持たせ、わざと襲い掛かり自らの命を捨てる。死後、ヒゲオヤジはレオの肉を剥ぎ、毛皮を身に纏う事で生還を遂げている。
第3作では人間社会の知識を得たり言葉を覚えたりする事はなく、ケン一達の手によって早々にジャングルへ帰される。そこでトニーを人間の罠から救いだした事でパンジャの森に迎えられる。動物達が争わずに自由に生きるパンジャの森を見てこの森を引き継ぐ決意をする。その後ブブに襲われた際にマロディーから力で押さえ付けることを教えられる。しかし、そのせいでハイエナとリカオンの大乱闘に発展し、多くの仲間を傷つけてしまう。そのことをブブに指摘されたレオは追われるようにパンジャの森を出ていく。一人旅を続けるレオの脳裏にはライヤの涙やココやトニーとの思い出が過り、帰りたいという思いと、このままでは帰れないという意地が交錯していた。そんな中、様々な生と死を目の当たりにし、ジャングルへと帰還する。リョーナが死んだ後はライヤとともに暮らすが、心配ばかりかけ、毎回のようにライヤの心配そうな顔が描かれている。
ライヤ
声 - 松尾佳子（第1作） / 北浜晴子（第2作） / 玉川紗己子（第3作） / 倍賞千恵子（劇場版）
本作のヒロイン。ジャングルに住む雌ライオンでレオの親友であり恋ライオン。優しく気が強いが恐がりな性格。成長してからはレオと結ばれ、ルネ・ルッキオという2匹の子供を出産する。
原作と第3作では、リョーナというレオの親族の雌ライオンに仕えており、パンジャの捜索を命じられている最中にレオと知り合う。リョーナの退役後はレオのことを気にかけレオを支える。
第3作ではリョーナを助けに向かう際に溺死しそうになったレオを体を張って助け、レオが大怪我をした時には周りの反対も聞かず、危険な場所へと薬草を取りに行くなど、レオのためなら危険を顧みない勇気を持ち合わせる。レオに好意をよせているがレオも素直に思っていることを言えないでいる。
原作および劇場版では中盤にて疲労と気苦労が重なり、人間の世界に憧れて旅立ってしまったルネのことを気にかけていた矢先に死斑病に冒され、レオとルッキオを残して息を引き取った。
『ジャングル大帝 進めレオ!』ではとても子供想いである。
小学三年生版には生き別れの兄レーメンが登場する。父母は怪物ヒドラによって食べられてしまった事が判明し、レオとレーメンと共に仇を討っている。
パンジャ
声 - 小池朝雄（第1作） / 佐々木功（第3作） / 時任三郎（第4作）
レオの父親で、ジャングルの王。逆に読むと「ジャパン」。モデルは明治天皇。
レオと同じく白い毛並みをしており、その容姿から魔獣、森の魔神とも呼ばれている。
かつてはピグミー村の守り神だったが、二十年前に自由を求めて逃走して以来、ジャングルに住み着き動物達からは王として慕われている。森の動物を殺し、自然をも壊していく人間を恨んでおり、原住民の村を度々襲撃していた。
ジャングルの動物達には優しいが、家畜や人間に靡いた動物を裏切者とみなし、襲撃の際に見せしめとして殺している。
アニメ第1作では家畜をさらう事でジャングルの肉食獣の食料を賄っていたり、 原作でも妻への貢ぎ物として家畜を捧げている描写がある。村民らより退治の依頼を受けていたハム・エッグの策によって、エライザが捕らえられたために救助に向うが、 待ち構えていたハム・エッグに射殺された。
第1作・第3作では死の直前に「生まれてくる子にレオと名付けてほしい」とエライザに言い遺している。
死後は人間たちの手で毛皮にされるが、レオによって取り戻され、以後はレオや動物達の心の拠り所となる。 第3作ではあらゆる動物達の避難場所として自身の名を冠した「パンジャの森」を作り、森の中では一切の争いごとを禁ずるという掟を作り、 人間、動物問わずに伝説的な存在として扱われている。原作と同様に毛皮となった後にレオによって取り戻され、ジャングルに戻るが後に人間達との戦いで爆撃され、行方不明となる。
エライザ
声 - 新道乃里子（第1作） / 島本須美（第3作） / 松嶋菜々子（第4作）
パンジャが村を襲う際に囮となって捕らえられた、パンジャの妻でレオの母親。  名前はアニメ版で判明する。目の前でパンジャを失った後はロンドンの動物園へ送られることとなる。
輸送船の檻の中でレオを出産するが、レオを逃がした直後に嵐によって船が沈没し、檻から出られずに死亡。 その死はクッターによってレオに事実が伝えられる。
ルネ
声 - 里見京子（第2作） / 柊美冬（劇場版）
レオとライヤの息子。逆に読むと「寝る」。『ジャングル大帝 進めレオ!』ではレオの少年期と瓜二つ。好奇心旺盛で勇敢な性格でゾウのボス・パグーラを感心させる。
劇場版では、墜落した飛行機の残骸から手に入れたオルゴールの音色がきっかけで人間の世界に憧れを持つ。また、ヒゲオヤジに助けられ、人間に好意をもち、レオに「人間と仲良くなればいいんだよ」と話している。
中盤で人間の世界に旅立ち、父親と同じく人間語を理解し話すことができるようになる。
その能力を活かし、サーカス団の一躍人気スターとなるが、優しい人間と悪い人間がいるということ、その人間たちに自分が利用されているだけということに気付き、故郷ジャングルへの思いを募らせることになる。
レオやライヤの住むジャングルが伝染病に冒されていることをコウノトリから耳にし、急いで故郷に帰るが、その際ムーン山から下りてきたレオの毛皮を着たヒゲオヤジに遭遇し、そこで初めて父の死を知らされる。
3年後はレオの跡を継ぎ、ジャングルの王となり、子どもをもうけている
ルッキオ
声 - 増山江威子（第2作） / 椎名へきる（劇場版）
レオとライヤの娘でルネの妹。逆に読むと「起きる」。『ジャングル大帝 進めレオ!』では、ライヤの子供時代と瓜二つである。ライヤに似て優しい性格で兄・ルネの無茶をいつも見守り、心配している。
ルネが去った後、レオより「自分の死んだあとはジャングルの女王になれ」と希望を託され、戸惑いながらも承諾する。
原作および劇場版ではライヤが死斑病で息を引き取ったあとルッキオも死斑病を発病するが、ムーン山を調査しに来たヒゲオヤジたちに助けられる。その後、レオにジャングルを託され「絶対帰ってきてね」と話し、承諾する。
ルネが帰郷したため女王になることはなく、3年後には牡獅子に嫁いだ事が語られる。
リョーナ
声 - 池田昌子（第1作） / 島本須美（第3作）
ピグミー村(第3作ではパロス村)で守り神とされている雌ライオン。原作及び第3作ではライヤを従えており、 村を去ったパンジャの捜索を命じている。原作ではレオの従姉、第1作ではレオの姉、第3作ではレオの叔母とされている。 いずれもレオやパンジャの代々の先祖にあたる白いライオンの毛皮を守り続けている。
第1作では守り神だったパンジャが失踪したことで村が廃れ、一人で毛皮を守っている。原作以上に毛皮を大切にする面が見られ、レオが毛皮よりもリョーナの命を優先し、いくつかの毛皮を無くしてしまった際は激怒している。
第3作ではライヤにとって最愛の存在だったが、ハム・エッグの銃撃からレオを守って死亡する。
原作では一度はレオに守り神の座を明け渡すものの、ライヤに対立された上にライヤの説得を受けたレオにも反発された為、  再び守り神の座を引き受けて二人を見送った。その後、不満げに守り神の証である王冠を投げ捨てる様子が描かれる。
ブブ
声 - 北山年夫（第1作） / 玄田哲章（第3作） / 相沢正輝（手塚治虫ワールド映画）
パンジャのライバルの隻眼の雄ライオン。片目のブブと呼ばれる。左目の傷はパンジャとの戦いで負ったもの。そのためか、レオに敵対心を抱いていた（原作では、それに加えライヤに気があった）。原作ではライヤを巡ってレオと戦い、残った右目をも失い行方をくらますが、第3作では、かつては「ブブの森」を支配していたが、パンジャとの戦いに敗れて以来「パンジャの森」となったため、戻ってきたレオに敵対心を抱いている。後にレオに助けられたことがきっかけで、ミスシフォンの銃撃から身を投げ出してレオを庇い負傷する。
マロディ
声 - 小林清志（第3作）
第3作オリジナルキャラクター。
アニメ第3作では岩山に住むバーバリーライオン一族の長。パンジャの盟友で、レオにパンジャのように成長することを期待している。誇り高く自他共に厳しい性格で保護区から助け出した仲間が保護区に戻りたいと漏らすと、その喉に牙をたてた。
アムジ
声 - 井上瑤（第3作）
第3作オリジナルキャラクター。
マロディの孫でケルルの兄。最初はケルルと同じく誇り高い性格だったが、次第に自分たちも森の仲間だと意識するようになる。
ケルル
声 - 田中真弓（第3作）
第3作オリジナルキャラクター。
マロディの孫でアムジの弟。「力こそが全て」というバーバリーライオンの掟に忠実で、誇り高く好戦的な性格。レオをライバル視しており、なにかとつっかかる。
アンドロクレス
エジプト王国のぺピ一世に仕えていたクプトノンが飼っていたレオやパンジャの遠い先祖にあたる白いライオン。容姿はレオに瓜二つ。第1作では成長後はパンジャとも瓜二つの容姿となる。贅の限りを尽くしていた王を憂いたクプトノンが長年研究を続けた薬を飲ませた事で常識離れをした力と知恵を得る。スフィンクスの側で発見された事からペピ一世に神として称えられ、王や民に質素を教え、体を鍛えさせた事によって国を栄えさせた。その後、ピグミー族への褒美として連れていかれた(第3作では盗まれた)事によって、エジプト王国は衰退し、白いライオンは代々ピグミーの守り神として祭られるようになった。

### その他の動物
トミー
声 - 明石一（第1作） / 亀山助清（トニー、第3作） / 龍田直樹（劇場版） / 松尾銀三（手塚治虫ワールド映画）
トムソンガゼル(漫画少年での表記は「トムプソン・ガーゼル」)。レオの側近的存在で、通常、ココとのコンビで登場する。原作・アニメ第3作・劇場版では帽子をかぶっている(原作ではレオから褒美としてもらったもの)。機転が利く面があり、原作では食券による物品交換という形で動物たちに食べ物を行き渡らせるといった知恵を働かせている。
ココ
声 - 田村錦人（第1作） / 千葉繁（第3作） / 肝付兼太（劇場版） / 西村朋紘（手塚治虫ワールド映画） / 釘宮理恵（第4作）
オウム。三枚目的な役どころで、トミーとの掛け合い漫才は見物。 声色を真似る事も出来、原作および第1作ではパンジャの毛皮を被ってパンジャの声色でレオを叱咤するが失敗している。 ルネとルッキオの名づけ親でもある。第4作では性別がオスからメスに変更された。
ジャック
声 - はせさん治（第1作） / 茶風林（劇場版）
ネズミ。原作では前半、人間の世界におけるレオの補佐役というところ。アニメではニューヨークの下水育ちで、人間の世界に旅立ち、サーカス団に拾われたルネと出会う。
マンディ
声 - 勝田久（第1作・第2作）
マンドリル。原作には無いキャラクターで、アニメ第1作・第2作のみの登場。「鉄腕アトム」でお茶の水博士を演じた勝田久が演じており、物語中での役割もほぼ同じ。長老として動物達に様々な助言をする。かつてブブとトットに襲われていた所をピグミー村の村の守り神だったパンジャに救われたことがあり、この時にジャングルの理(弱肉強食)を教えた事で、パンジャは弱い動物のために戦う決意をし、守り神としての地位を捨てた。パンジャがエライザを救出に行く際も危険であると諫めたが聞き入られなかった。
パグーラ
声 - 小林清志（第1作） / 郷里大輔（第3作）、伊武雅刀（劇場版）
アフリカゾウの群れのボスでビゾーの父親。人間や人間のやり方を真似るレオを嫌っているが、自分の行いにも物おじしないルネのことは一目置いている。レオの考えに従おうとした仲間を崖から突き落とすといった苛烈な面もあるものの、卑怯な手段を嫌い、ビゾーが卑怯な手段を取ろうとすると度々諫めたり、レオとの決闘の最中にライヤが危篤に陥った際は休戦の申し出を快諾する等の度量を見せている。原作および劇場版では死斑病に冒されたビゾーがヒゲオヤジたちに助けられたことがきっかけで考えを改め、レオとも和解する。アニメ第3作では人間との戦いで死亡する。
ビゾー
声 - 大和田りつこ（第3作）、鈴木蘭々（劇場版）
パグーラの息子で悪戯者。死斑病に冒されるが、人間たちの手により一命を取り留める。アニメ第3作では群れのボスになった。
トット
声 - 加藤精三（第1作） / 中尾隆聖（第3作） / 船越英一郎（第4作）
ブブの子分の黒豹。原作ではまったくの三枚目だが、アニメでは結構ずる賢く、悪知恵でレオを苦しめた。
ディック
声 - 川久保潔
ブブの子分のハイエナ。
アニメ第1作では弟分のボゥとともに、指パッチンをして「おいらはディック あたしはボゥ 二匹合わせてデクノボウ（曲名『ディックとボゥ』）」と歌いながら登場することが多い。
ボゥ
声 - 熊倉一雄（第1作）
ブブの子分のハイエナ。
オフクロサン
声 - 中西妙子（第3作）遠藤晴（劇場版）
マンモス。ムーン山に住んでおり、時折食べ物を求めて降りてくる。 レオからゾウグサの繁殖地を案内してもらった他、彼の勇敢さ・堂々とした態度を気に入り、以後何度か手助けする。 人間の頼みによってムーン山に同行するレオの前に現れ、川上に行ってはいけないと忠告をしつつも彼の頼みを聞き入れて、道中の恐竜(劇場版では狼)を追い払い、山頂への道案内をした。 第3作では、かつてムーン山に足を踏み入れて生還したのがパンジャのみであったため、動物達の間では伝説的な存在として知られていた。この話を伝え聞いたレオは単身オフクロサンの元を訪れ、パンジャの森とムーン山に危機が迫っている事を伝えられた。

### 人間
ケン一
声 - 関根信昭（第1作） / 山口勝平（第3作） / 矢島晶子（第4作）
原作では、アラビア半島に流れ着いたレオを拾った少年。ハム・エッグの探検に同行してレオをアフリカへと連れ帰る。後半ではジャングルに遭難し、半裸のターザン姿へ変貌した。
第1作では嵐に遭って飛行機が不時着したため、ジャングルにやってきた青年。橋の崩落から救ってくれたレオと出会い、仲良しになる。レオたちに人間の言葉を教えてくれる。ハム・エッグと対面した際は手塚ケン一と自己紹介した。ジャングルに遭難後も終始探検隊の姿をしている。
第3作では容姿が原作から大きく変更され、幼いレオを引き取り、ジャングルに帰るまでを一緒に過ごす。
人間社会の常識や言葉を教える事はなく、レオを「シロ」と呼んでいた。後にジャングルで再会した時はレオは既に人間に対して敵愾心を抱いていたが、ケン一の事はおぼろげながら覚えており、その身に降りかかる危機を救った。
第4作では事実上の主人公になり大山賢一となり名字と名前の漢字が表記された。設定も大きく変化している。
メリー(アニメ本編では"マリー"として登場)
声 - 山本嘉子（第1作）
ケン一の元クラスメイトで、ハム・エッグの一人娘。勝ち気でわがままな少女。原作では後述のコンガと同一人物で、中盤では酋長のような姿へ変貌し、原住民たちを率いてレオやケン一と敵対するが敗北。アニメ第1作では酋長ではなくハンター姿で登場し、仲間と共にロボットを操縦してレオやケン一と対決する。のちに日本に帰ったケン一の妻となる。
ヒゲオヤジ
声 - 千葉順二（第1作、第2作） / 辻村真人（伴俊作、第3作） / 富田耕生（劇場版）
ケン一のおじで、原作ではケン一達の学校の先生を務めている。初めはレオを怖がっていたが、ケン一の頼みを聞き入れて猫として飼う事を認めて人間社会での教育を施し、ハム・エッグの探検隊の資金を出すという名目でレオがジャングルに戻る手助けをしている。その後もピグミー村で捕らえられた際にレオに助けられるなど、物語の全般にわたって登場し続ける重要人物。
劇場版では動物を思いやる心優しい老人で、彼の優しさがルネに人間の世界に憧れを抱くきっかけの一つとなった。倒木の下敷きになったルネを救ったり、死斑病の治療を申し出た事でレオから信頼されるようになる。動物をみだりに傷つけるハム・エッグのやり方には強い反感を抱いている。
原作・劇場版では、死斑病に侵された動物たちを救うべく奔走。後にレオと共に月光石の眠るムーン山へと向かい、次々と隊員が遭難・死亡する中、レオの自己犠牲により唯一生還することができた。
ハム・エッグ
声 - 中曽根雅夫（第1作）/ 富山敬（第3作） / 立川談志（劇場版）
密漁者たちのリーダーで、動物の命を平然と奪う悪人。原作では元ドイツ軍人。冷酷な人物で仲間が死んでも感傷を抱かない。しかし、アニメ第3作ではレオを銃撃した兵士に「俺の獲物に手を出すな!」と飛びかかったり、闘志を失ったレオを撃つことを放棄し見逃すなど、獲物に対するこだわりを持っている。原作では有名な狩猟家で、原住民の酋長に依頼され、レオの父親であるパンジャを射殺した。後に月光石を探す探検隊に参加、途中ランプに脅迫され探検費用を奪い取るが、パンジャを射殺したことをレオに知られ襲われる。その後ブブにも襲われたことが致命傷となり、再会したケン一が見守る中死亡する。行方不明になった娘のメリーを最期まで心配する父親らしい面もあった。
アニメ第1作ではハム・エッグ・オハラと名乗っている。ケン一と動物たちを薬で眠らせ連れ去ろうとするも、レオやバッファローたちに阻止される。最後はパンジャを殺したことを後悔し、レオに許され一味と共にジャングルを去った。劇場版ではムーン山調査隊の隊長となり、レオの案内で登山していたヒゲオヤジたちの後をつけ、頂上でラムネを射殺。その後、レオの襲撃により致命傷を負うが、「月光石は俺のもんだ」と語り、月光石の欠片を噛み砕いて食べた後、絶命する。
クッター
声 - 和久井節緒、坂本新兵（第1作） 増岡弘（第3作）
ハム・エッグの相棒。常に何かを食べているほどの食いしん坊でハム・エッグからは呆れられている。
原作ではレオの母と共にロンドンへ向かう輸送船に乗っていた。漂流中にレオを発見、母を救えなかった事を詫びて一時行動を共にするが、空腹でいつレオを襲うか分からない自分の元にいても危険だということで別れるという心優しい面も持つ。第3作ではずる賢くレオを何度もつけ狙うが度々失敗し、役立たずとバカにされる。臆病な性格で動物たちの襲撃をうけた際には怯えるだけで何もできなかった。また腹黒い一面が強調されており、ハム・エッグを出し抜こうとしたり漂流後もレオを突け狙う描写がある。
コンガ
声 - 勝生真沙子（第3作）
原作では酋長となったメリーが名乗っている。アニメ第3作では原住民ジャングラ族の女王。レオと和解し、共に戦うようになる。
ピエール
ケン一とメリーの元クラスメイト。生意気で高圧的、エゴイストな少年で、ケン一を東洋人とバカにしては度々喧嘩する。 メリーに惚れており、ケン一にメリーとの交際を認めたという理由でヒゲオヤジを恨んでいる。
後にB国の月光石調査隊隊員となるが、下山途中悪天候・濃霧の中を歩くのに嫌気がさし、晴れ間のある山を目指し一人離反、そのまま消息不明となる。
第1作ではハンターとなったメリーの一味としてカーボーイ姿で登場。捕らわれたレオと決闘を挑むが敗北、レオとの約束を守り動物たちを解放した。
アルベルト（アルベルト・コッホ）
ケン一とメリーの元クラスメイト。勤勉で知的好奇心旺盛な少年で、ヒゲオヤジ曰く「本の虫」。
後に無実の罪で投獄されていたヒゲオヤジを救い、月光石や夢の山について知っている彼にA国の月光石調査協力を要請する。そしてヒゲオヤジたちと共に死斑病に苦しむ動物たちを救うが、その後、意見の食い違いから調査隊から抜けアフリカに残って研究を続ける。動物想いな面があり、死斑病を真っ先に見抜いて血清を作るように指示したり、ジャングルの獣たちが食い合わないように人造肉の研究を進めていたため、 レオから尊敬されていた。原作の最終話は彼がヒゲオヤジを通じてケン一達にアフリカの近況を伝える手紙を送った所で終わっている。
スター・システムによって、成人後をウイスキー博士が演じている。
トンガ村の酋長
声 - 渡部猛（第3作）
パンジャに襲われるトンガ村の酋長。パンジャによって度々被害を被っていたため、
畏れつつも月光石を条件にハム・エッグに退治を依頼し、パンジャを仕留めた際は約束通り月光石を渡した。
後に月光石を求めてハム・エッグ達の探検隊がトンガ村にたどり着いた際は情報を提供した上で、宿として寝床を提供している。
この際にレオによってパンジャの毛皮が盗まれた為に、ハム・エッグ達に疑いの目を持ち、 さらにハム・エッグが探検費用を奪い取るために発砲したために追い立てている。
最終話では牡獅子に嫁いだルッキオの毛皮を狙って毎日のように獅子狩りの太鼓を鳴らしていることが語られる。
第3作では原作以上にパンジャを恐れており、パンジャを殺そうとするハム・エッグを諫めたり、
レオが毛皮を取り戻しに来た際には殺さないように周りに言い聞かせている。

### その他の登場キャラクター
ロンメル
声 - 大平透（第2作）
B国月光石調査隊隊長。元軍人で「敵国であるA国と組むくらいなら死んだ方がマシ」というほどプライドの高い人物。後に毒蛇に噛まれ死亡。
プラス
声 - 納谷悟朗（第2作） / 村松康雄（劇場版）
大学教授。マイナスとは古くからの友人。後にB国の月光石調査隊隊員となるが、下山途中で重度の凍傷にかかり、自分よりもヒゲオヤジとマイナスの無事な帰還を思い、2人が寝静まる中一人抜け出し、そのまま消息不明となる。
スター・システムによって、レッド公が演じている。
マイナス
声 - 塩屋浩三（劇場版）
博士。プラスとは古くからの友人。後にA国の月光石調査隊隊長となるが、下山途中で力尽き、ヒゲオヤジにムーン山の調査記録を託す。
スター・システムによって、ノタアリンが演じている。
ランプ
声 - 納谷六朗（第3作）
ハム・エッグの知り合いの情報家。陰険かつ抜け目のない性格で、ハム・エッグを脅迫した上で彼にプラス・マイナスから費用を巻き上げようとした。その後カスバで知り合ったアダムが二重スパイであることを知っており、ルネを巡って対立する。その後アダムのサーカスを放火し、彼を消そうとするがアダム共々ゾウの大群に踏みつぶされて死亡。
アダム
ランプがカスバで知り合った男。A国とB国の二重スパイだが、表向きは興行師として振る舞い、ルネをこき使う。ランプに二重スパイであることを知られ、口止め料としてルネを要求されるが拒んだがためにサーカスを放火され、取っ組み合いの中ランプ共々ゾウの大群に踏みつぶされて死亡。
ラムネ
声 - 松本保典（劇場版）
漂流していたレオを拾い上げた船員。相棒のカルピスに比べしっかりした性格で、後に彼とともにA国の月光石調査隊員になるが、下山中に滑落。
劇場版では船員だったという描写はない。隊員の大半が金目当てでハム・エッグに付いていったのに対し、彼のみヒゲオヤジに味方した。ムーン山の頂上でハム・エッグにより銃撃され、ヒゲオヤジにムーン山の記録を託し死亡する。 原作ではムーン山での記録をつけていたのはヒゲオヤジだったが、劇場版ではラムネがつけており、死後、ヒゲオヤジの手に渡っている。
スター・システムによって、チックが演じている（ほとんど後述のタック〈カルピス〉と一緒に登場している）。
カルピス
ラムネの相棒。ラムネ同様元船員で、相棒のラムネに比べのんびりした性格で、後に彼とともにA国の月光石調査隊員になるが、ムーン山の山頂でテント共々吹き飛ばされる。
スター・システムによって、タックが演じている（ほとんど上述のチック〈ラムネ〉と一緒に登場している）。

### 劇場版・手塚治虫ワールド映画のみ登場のキャラクター
ブラッザー
声 - 谷啓（劇場版）
ヒヒのじいさん。古くからジャングルに住んでおり、死斑病で半分以上の仲間が死んだ時代を生き抜いてきた。
メリー
声 - 中嶋朋子（劇場版）
サーカス団の一員。ルネのことを「チビ」と呼んでいる。本作品に出てくる人間の少女のメリーとは無関係。動物たちを導いたルネにサーカスで生きていくべきではないと考え、逃がす。
パオラ
声 - 大谷育江（手塚治虫ワールド映画） 人間に飼われていたヒョウの子。飼い主の車から落下しジャングルに迷い込んだ。友達を求めていたが動物達には恐れられた。 人間と過ごした事があるレオが責任を取る形で身柄を引き取る。後にブブの策略に利用されて鳥の巣を襲った罪を着せられるが、傷つきながら生還し、身の潔白を証明した。その後は飼い主の元に帰っている。

## 映像作品

### ジャングル大帝 (1965年のテレビアニメ)

#### 概要

大泉アニメゲートに設置されている「ねりまアニメ年表」の一コマ。

フジテレビ系列で1965年（昭和40年）10月6日 - 1966年（昭和41年）9月28日まで全52話を放送。日本国産初のカラーテレビアニメシリーズとされることが通例だが、実際には半年前の1965年4月にカラーによるテレビアニメ『ドルフィン王子』が放送されている。しかし、同作は試験的に制作された作品だったため全3話しか製作されなかった上、現在に至るまで再放送やビデオソフト化がされていないことからあまり話題にならなかった。よって本格的なカラーテレビアニメのシリーズは本作が最初という評価が一般的である。
スポンサーは三洋電機が「サンヨーカラーテレビ劇場」と銘打って一社提供を行い、自社製品であるカラーテレビ購買需要を喚起する番組として活用した。アニメ版放送当時は漫画連載から10年以上経過しており、かつテレビアニメ黎明期であったため「俗悪番組」との批判を避ける必要性が強かったことから、『鉄腕アトム』と同じく手塚漫画の中では「よい子」の代表格であるレオに白羽の矢が立った。レオの理想主義は教育者の支持を得て、日本PTA全国協議会、教育者懇談会の推薦番組に、番組向上委員会の青少年向け推奨テレビ番組に選定された。1966年第4回テレビ記者会賞特別賞、1966年厚生省中央児童文化財部会年間優秀テレビ映画第1位、1966年厚生大臣児童福祉文化賞を受賞している。
予算は1話250万円、総額1億2000万円の制作予算が組まれた。オープニングには1話分の制作費が投入され、局側の反応も上々だったという。並行して放送する『鉄腕アトム』は外注プロダクションを多く使うことにし、『ジャングル大帝』には虫プロダクション生え抜きの主流スタッフを投入、虫プロの社員スタッフで制作されることになった。ただし、手塚は制作現場から外された原作者という立場に過ぎず、『鉄腕アトム』や『W3』のような手塚のチェックは入っていない。これはプロデューサー主導による予算管理に基づく制作体制を取ることで、虫プロが赤字体質から脱却することを意図した広告代理店出身の穴見薫虫プロ常務による改革の一環だったと言われる。

#### 声の出演
- レオ - 太田淑子
- ライヤ - 松尾佳子
- パンジャ - 小池朝雄
- エライザ - 新道乃里子
- トミー - 明石一
- ココ - 田村錦人
- マンディ - 勝田久
- トット - 加藤精三
- ディック - 川久保潔
- ボウ - 熊倉一雄
- ケン一 - 関根信昭
- マリー - 山本嘉子
- ヒゲオヤジ - 千葉順二

#### 音楽
音楽は音響監督の田代敦巳の推薦で、冨田勲に決定。オーケストラでやりたいという冨田の要望で、音楽にはミュージカルの要素を組み入れて総制作費の4分の1から3分の1をかけ、1話ごと画面に合わせ新たに作曲、録音する工程が取られたため、『鉄腕アトム』と比較すると音楽予算は5倍になった。手塚のエッセイによれば、輸出先のアメリカの担当者も音楽を絶賛したという。ちなみに番組のクレジットタイトルでは冨田が富田と表記されている。
本作のレコードは朝日ソノラマと日本コロムビアが発売し、ソノシート、EPレコードのほか、主題歌・挿入歌集『ジャングル大帝 ヒット・パレード』とレコード化に向けて新たに曲を書き下ろした『子どものための交響詩 ジャングル大帝』の2枚のLPレコードが発売された。
当時は朝日ソノラマのソノシートが全盛期だったが、日本コロムビア専属歌手だったポップス歌手弘田三枝子がエンディング主題歌「レオのうた」を歌い、収録盤SCS-1は10万枚以上のヒットを記録した。日本コロムビアの公式サイトではSCS-1を「アニメソングのコロムビアの原点となった」としている。挿入歌集『ジャングル大帝 ヒット・パレード』と『子どものための交響詩 ジャングル大帝』の2枚のLPレコードについては、これが日本で最初の主題歌集とアニメの交響曲のLPだと言われている。
小学校の音楽授業の鑑賞教材にも使えるレコードという発想で制作された『子どものための交響詩 ジャングル大帝』は1966年の第21回芸術祭の音楽部門に参加し、奨励賞を受賞した。1976年に再プレスされて発売された他、2001年に音楽CD化されている。さらに、この音源にアニメーションを付けたOVA版としてVHSやLDやDVDが作られた。2009年には冨田勲自身による再編曲と新演奏の録音である改訂版の「交響詩ジャングル大帝〜白いライオンの物語〜」が発売されている。また『ジャングル大帝 ヒット・パレード』についても、1978年3月のLP再発の後、2005年4月27日に「ANIMEX 1300 Song Collection」シリーズのNo.1として初CD化され、コロムビアミュージックエンタテインメントより発売された。
オープニングテーマ『ジャングル大帝のテーマ』およびエンディングテーマ『レオのうた』は、『ジャングル大帝』のレオがマスコットキャラクターの埼玉西武ライオンズのチャンステーマとしても使用されている。

#### アメリカ輸出
『鉄腕アトム』での経験を活かして、テレビアニメ版は当初からアメリカ輸出を意識して製作された。当時アメリカのテレビでは既にカラー放送が主流になっていたことからカラーで制作。原作の漫画は大河ドラマであったのに対して、アニメ版ではどんなエピソード順に並べても問題なくするためと、万が一アメリカの放送コードに引っ掛かって放送できない回があった場合に備え、主人公レオの成長物語ではなくなり、基本は1話完結のエピソードとなっている。特に黒人の描写には充分注意を払い、登場させる際には漫画的なカリカチュアライズした表現は使わない、悪役には起用しないなどの配慮が取られた。そのような妥協の甲斐もあって、『鉄腕アトム』に続き、アメリカの3大ネットワークの一角であるNBCが購入し、番組販売形式で『Kimba the White Lion』として放送された。

#### 評価
富野由悠季
当時、虫プロに在籍していた富野由悠季は、大卒者であったために本作へ関われず、鉄腕アトムのアニメ版の演出を続けていたが、「鳥の勝井」と呼ばれた勝井千賀雄が原画を手掛けた鳥の群れの描写が映るオープニングと1話～2話を試写会で鑑賞して、アニメーターの力を感じると同時に猛烈な嫉妬心を抱いたという。そして、作り手が映画的な演出をしっかり汲み取っていることを見せつけられる一方で、自分の演出にはダイナミックさがないことを痛感させられ、自身が手掛けた鉄腕アトムは『ジャングル大帝』に勝てなかったと総括した上で、「悔しいが認めざるを得ない」と語って、大きな傷心に繋がったと述懐している。

#### スタッフ
- 監督：山本暎一、八村博也
- 作画監督：勝井千賀雄
- 撮影監督：清水達正
- 美術：伊藤信治
- 音響：田代敦巳、内田かほる、明田川進
- 音楽：冨田勲　（注：字幕上の表記では「富田」となっているが、正しい人名は「冨田」である）
- 指揮：森田吾一
- 録音・効果：岩田廣一
- 特殊技術：田崎茉沙夫、橋爪朋二、安田隆亘
- 美術監督：松本強
- 動物監修：小原秀雄
- 編集：島田羨子、尾形治敏、古川雅士
- 現像：東洋現像所
- 資料制作：清水武彦、野崎欣宏
- 作画制作：小山暉
- アイディアマン：久米みのる
- 作画技術：沢井裕之
- チーフディレクター：林重行
- プロデューサー:山本暎一
- 制作担当：もり・まさき
- 制作：虫プロダクション、山本暎一

#### 主題歌
オープニングテーマ - 「ジャングル大帝のテーマ」
作詞 - 石郷岡豪 / 作曲 - 冨田勲 / 歌 - 平野忠彦
コロムビア版を歌う「三浦弘」は平野忠彦の変名である。
映像は一貫して不変だったが、第13話までは歌ありバージョンで、スタッフクレジットのテロップは小さめ、また映像ラストでは、歌が続いたまま「提供 SANYO」のクレジットが出され、途中で「SANYO」が反転して「三洋電機」のクレジットに変わった。第14話からはスタッフクレジットは大きめのテロップに変更、提供クレジットも省かれ、曲はヴォカリーズバージョンに変更したが、後に歌ありバージョンが復活した（時期不明）。後年の地上波再放送ではヴォカリーズ・提供無しバージョンを使用、日本映画専門チャンネルの「手塚治虫アニメシアター」で再放送された時も、ヴォカリーズ・提供無しバージョンを使用した。
放送当時三洋電機が配布したソノシート「サンヨーのレオちゃんソノシート」では、曲名が「ジャングル大帝テーマソング」となっている。
エンディングテーマ - 「レオのうた」
作詞 - 辻真先 / 作曲 - 冨田勲 / 歌 - 弘田三枝子
1コーラスバージョンと2コーラスバージョンの2バージョンがあり、2コーラスは主に再放送で使用。1コーラスは第5話までは1番を使用したが、第6話からは2番に変更した。また1コーラスバージョンには、イントロのヴォカリーズがコーラスグループではなく弘田三枝子になっているバージョンもある。DVD「虫プロ・手塚治虫アニメ主題歌集」（日本コロムビア）では弘田バージョンは曲は存在するものの映像が無いので、現存する1コーラスバージョン映像に音声を合成して作成した。
イメージソング - 「ジャングル大帝のうた」（「サンヨー・ジャングル大帝の歌」）
作詞・作曲 - 三木鶏郎 / 歌 - デューク・エイセス
三洋電機のスポンサー告知としてオープニングに続けて放送された。ラストは「サンヨー〜、サンヨー〜、サンヨー〜電機」と三洋電機の名が入る。
映像は歌詞を下から上にスクロールするシンプルなものであった。
放送当時三洋電機が配布したソノシート「サンヨーのレオちゃんソノシート」では、曲名が「サンヨージャングル大帝ソング」となっている。

#### 各話リスト
| 話数 | サブタイトル           | 脚本              | 演出                                                  | 放映日         |
| ---- | ---------------------- | ----------------- | ----------------------------------------------------- | -------------- |
| 1    | 行けパンジャの子       | 辻真先 石郷岡豪   | 林重行 勝井千賀雄 永島慎二                            | 1965年 10月6日 |
| 2    | 砂漠の風               | 辻真先            | 林重行                                                | 10月13日       |
| 3    | 動物学校               | 石郷岡豪 雪室俊一 | 永島慎二                                              | 10月20日       |
| 4    | 猛牛サムソン           | 辻真先            | 永島慎二                                              | 10月27日       |
| 5    | まぶたの大陸           | 辻真先            | 瀬山義文                                              | 11月3日        |
| 6    | 飢えたサバンナ         | 辻真先            | 北野英明                                              | 11月10日       |
| 7    | ドンガの決斗           | 石郷岡豪 雪室俊一 | 瀬山義文 林重行                                       | 11月17日       |
| 8    | 気ちがい雲             | 辻真先            | 山本暎一                                              | 11月24日       |
| 9    | 翼ある王者             | 辻真先            | 片岡忠三                                              | 12月1日        |
| 10   | ふたつの心             | 辻真先            | 瀬山義文                                              | 12月8日        |
| 11   | コンガ狩猟区(前編)     | 辻真先            | 永島慎二                                              | 12月15日       |
| 12   | コンガ狩猟区(後編)     | 辻真先            | 永島慎二                                              | 12月22日       |
| 13   | 密林の大合唱           | 石郷岡豪 雪室俊一 | 林重行                                                | 12月29日       |
| 14   | アンドロクレス物語     | 石郷岡豪          | 永島慎二                                              | 1966年 1月5日  |
| 15   | 卵・卵・卵             | 辻真先            | 北野英明                                              | 1月12日        |
| 16   | 燃える河               | 石郷岡豪 雪室俊一 | 瀬山義文                                              | 1月19日        |
| 17   | 不気味な青蛇           | 辻真先            | 瀬山義文                                              | 1月26日        |
| 18   | ベラと勲章             | 安東穂夫 雪室俊一 | 北野英明                                              | 2月2日         |
| 19   | 開かずの小屋           | 辻真先            | 勝井千賀雄                                            | 2月9日         |
| 20   | レストラン騒動         | 辻真先            | 北野英明                                              | 2月16日        |
| 21   | 帰って来たサンディ     | 辻真先            | 永島慎二                                              | 2月23日        |
| 22   | バーシィとっつぁん     | 五味明            | 北野英明                                              | 3月2日         |
| 23   | 大怪虫                 | 石郷岡豪          | 平田敏夫                                              | 3月9日         |
| 24   | 森のマミー             | 辻真先            | 平田敏夫                                              | 3月16日        |
| 25   | 子象ジャンボ           | 辻真先            | 勝井千賀雄                                            | 3月23日        |
| 26   | 平和の肉               | 石郷岡豪 雪室俊一 | 林重行                                                | 3月30日        |
| 27   | 悲しいカメレオン       | 辻真先            | 瀬山義文                                              | 4月6日         |
| 28   | 山猫ミュー             | 辻真先            | 北野英明                                              | 4月13日        |
| 29   | 食獣花アラウネ         | 辻真先            | 瀬山義文                                              | 4月20日        |
| 30   | 追跡旅行               | 辻真先            | 北野英明                                              | 4月27日        |
| 31   | 死人洞の謎             | 辻真先            | 平田敏夫                                              | 5月4日         |
| 32   | 最后の密猟者           | 辻真先            | 勝井千賀雄                                            | 5月11日        |
| 33   | 牙なしヒューク事件     | 石郷岡豪 雪室俊一 | 林重行                                                | 5月18日        |
| 34   | 黒豹トットの逆襲(前編) | 辻真先 山本暎一   | 林重行 永島慎二 勝井千賀雄 平田敏夫 北野英明 瀬山義文 | 5月25日        |
| 35   | 黒豹トットの逆襲(後編) | 辻真先            | 林重行 永島慎二 勝井千賀雄 平田敏夫 北野英明 瀬山義文 | 6月1日         |
| 36   | マスク谷の怪物         | 豊田有恒 山本暎一 | 永島慎二                                              | 6月8日         |
| 37   | ほえる魔像             | 辻真先 山本暎一   | 瀬山義文                                              | 6月15日        |
| 38   | 火山湖島               | 辻真先            | 北野英明                                              | 6月22日        |
| 39   | 狂気の季節             | 辻真先            | 平田敏夫                                              | 6月29日        |
| 40   | 草原の暴れん坊         | 辻真先            | 勝井千賀雄                                            | 7月6日         |
| 41   | さすらいの死神         | 辻真先            | 永島慎二                                              | 7月13日        |
| 42   | わんぱく作戦           | 辻真先            | 林重行                                                | 7月20日        |
| 43   | 怒りのチミセット       | 辻真先            | 瀬山義文                                              | 7月27日        |
| 44   | 虹の谷                 | 安東穂夫          | 片岡忠三                                              | 8月3日         |
| 45   | まぼろしの山           | 辻真先            | 永島慎二                                              | 8月10日        |
| 46   | 町から来たジェーン     | 辻真先            | 北野英明                                              | 8月17日        |
| 47   | まだらグモ             | 辻真先            | 平田敏夫                                              | 8月24日        |
| 48   | 赤い牙                 | 辻真先            | 永島慎二                                              | 8月31日        |
| 49   | 朝日をまねく木         | 辻真先            | 勝井千賀雄                                            | 9月7日         |
| 50   | 冒険家オットー         | 辻真先            | 正延宏三 彦根範夫 斎藤博                              | 9月14日        |
| 51   | ナイルの大神殿         | 辻真先            | 瀬山義文                                              | 9月21日        |
| 52   | 人食いライオン         | 辻真先            | 北野英明                                              | 9月28日        |

#### 受賞歴
- 1967年
  - 厚生省中央児童文化財部会年間優秀テレビ映画第1位
  - フジテレビ編成局長賞
  - 厚生大臣児童福祉文化賞
  - 第4回テレビ記者会賞特別賞受賞

#### 原作漫画の刊行
なお、虫プロによるテレビアニメ化と並行して、学童社の漫画少年に連載された原作ジャングル大帝を描き直したものが小学館から雑誌スタイルのサンデーコミックス（秋田書店のサンデーコミックスとは別）として全5冊に分けて順次に刊行されたが、これが漫画少年誌連載後初めての話の結末までの収録であった（第5巻の末尾に1頁を割いて作者自身によりそのことが述べられている）。それ以前に幾度か企画されたジャングル大帝の単行本化は、どれも雑誌連載時の話の完結までには至らずに発行が中断していた。

#### 放送局
系列は放送当時のもの。
| 放送対象地域 | 放送局       | 放送日時                                                                          | 系列                                                | 備考                                                                         |
| ------------ | ------------ | --------------------------------------------------------------------------------- | --------------------------------------------------- | ---------------------------------------------------------------------------- |
| 関東広域圏   | フジテレビ   | 水曜 19:00 - 19:30                                                                | フジテレビ系列                                      | 制作局                                                                       |
| 秋田県       | 秋田放送     | 水曜 19:00 - 19:30                                                                | 日本テレビ系列                                      |                                                                              |
| 山形県       | 山形放送     | 水曜 19:00 - 19:30                                                                | 日本テレビ系列                                      |                                                                              |
| 宮城県       | 仙台放送     | 水曜 19:00 - 19:30                                                                | 日本テレビ系列 フジテレビ系列                       |                                                                              |
| 福島県       | 福島テレビ   | 水曜 19:00 - 19:30                                                                | 日本テレビ系列                                      |                                                                              |
| 富山県       | 北日本放送   | 水曜 19:00 - 19:30                                                                | 日本テレビ系列                                      |                                                                              |
| 中京広域圏   | 東海テレビ   | 水曜 19:00 - 19:30                                                                | フジテレビ系列                                      |                                                                              |
| 近畿広域圏   | 関西テレビ   | 水曜 19:00 - 19:30                                                                | フジテレビ系列                                      |                                                                              |
| 鳥取県       | 日本海テレビ | 水曜 19:00 - 19:30                                                                | 日本テレビ系列 （フジテレビ系列） （NETテレビ系列） | 当時の放送免許エリアは鳥取県のみ。                                           |
| 広島県       | 広島テレビ   | 水曜 19:00 - 19:30                                                                | 日本テレビ系列 フジテレビ系列                       |                                                                              |
| 高知県       | 高知放送     | 水曜 19:00 - 19:30                                                                | 日本テレビ系列                                      |                                                                              |
| 福岡県       | テレビ西日本 | 水曜 19:00 - 19:30                                                                | フジテレビ系列                                      |                                                                              |
| 新潟県       | 新潟放送     | 水曜 18:00 - 18:30                                                                | TBS系列                                             | 第1話のみ、火曜 18:00 - 18:30に放送。                                        |
| 石川県       | 北陸放送     | 水曜 18:00 - 18:30                                                                | TBS系列                                             | 1965年10月6日放送開始（先行ネット）。                                        |
| 静岡県       | 静岡放送     | 水曜 18:00 - 18:30                                                                | TBS系列                                             |                                                                              |
| 福井県       | 福井放送     | 水曜 18:00 - 18:30                                                                | 日本テレビ系列                                      |                                                                              |
| 徳島県       | 四国放送     | 水曜 18:00 - 18:30                                                                | 日本テレビ系列                                      |                                                                              |
| 香川県       | 西日本放送   | 水曜 18:00 - 18:30                                                                | 日本テレビ系列                                      | 当時の放送免許エリアは香川県のみ。                                           |
| 愛媛県       | 南海放送     | 水曜 18:00 - 18:30                                                                | 日本テレビ系列                                      |                                                                              |
| 島根県       | 山陰放送     | 水曜 18:00 - 18:30                                                                | TBS系列                                             | 当時の放送免許エリアは島根県のみ                                             |
| 長崎県       | 長崎放送     | 水曜 18:00 - 18:30                                                                | TBS系列                                             |                                                                              |
| 大分県       | 大分放送     | 水曜 18:00 - 18:30                                                                | TBS系列                                             |                                                                              |
| 宮崎県       | 宮崎放送     | 水曜 18:00 - 18:30                                                                | TBS系列                                             |                                                                              |
| 北海道       | 札幌テレビ   | 月曜 19:00 - 19:30 水曜 19:00 - 19:30                                             | 日本テレビ系列 フジテレビ系列                       | 開始初期は月曜 19:00 - 19:30に放送。 1966年4月以降は同時ネットに移行された。 |
| 青森県       | 青森放送     | 水曜 18:00 - 18:30（第26話まで） 水曜 19:00 - 19:30（第27話から）                 | 日本テレビ系列                                      |                                                                              |
| 岩手県       | 岩手放送     | 金曜 18:00 - 18:30（1966年12月16日まで） 水曜 18:00 - 18:30（1966年12月21日から） | TBS系列                                             | 現：IBC岩手放送。                                                            |
| 岡山県       | 山陽放送     |                                                                                   | TBS系列                                             | 当時の放送免許エリアは岡山県のみ。 現：RSK山陽放送                           |
| 山口県       | 山口放送     | 月曜 18:10 - 18:40                                                                | 日本テレビ系列                                      |                                                                              |
| 熊本県       | 熊本放送     | 月曜 19:00 - 19:30                                                                | TBS系列                                             |                                                                              |
| 鹿児島県     | 南日本放送   | 金曜 19:00 - 19:30                                                                | TBS系列                                             |                                                                              |
| 沖縄県       | 沖縄テレビ   | 土曜 18:30 - 19:00                                                                |                                                     |                                                                              |

#### 再放送
1975年10月3日から東京12チャンネルで開始した『手塚治虫まんがアワー』（金曜20:00 - 20:54）の前半で再放送（後半は『ふしぎなメルモ』）したが、番組が半年で終わったため、第23話「大怪虫」で終了した。
2006年3月から5月を初回としたアニメ専門チャンネルカートゥーン ネットワークでの放送の際には、第8話「きちがい雲」のみ放送されなかったが、その後は「バッタの襲撃」というサブタイトルに変更して放送されている。
各地の地方局でも何度も再放送された。

#### ネット配信
2019年11月12日より、YouTubeの「手塚プロダクション公式チャンネル」から火曜日と金曜日に2話ずつ、2週間の期間限定で全話が分割無料配信された。なお第8話はオリジナルタイトル「気ちがい雲」名義で配信された。
この後2020年9月11日より、同じくYouTubeの「アニメログ」から配信された。こちらも第8話はオリジナルタイトルで配信された。
また、西武園ゆうえんちリニューアルにともなう手塚アニメアトラクション「レッツゴー!レオランド」のオープンを記念して、2021年6月18日より「手塚プロ公式ch」から『無印』が第1話 - 第28話、同年6月22日から第29話 - 最終回が、いずれも4話まとめて期間限定無料配信、そして同年6月25日から『進めレオ』が第1話 - 第12話、同年6月29日から第13話 - 最終回が4話まとめて同年8月31日まで無料配信された。
本放送60年を迎えた2025年には、2月13日から4月15日までの予定で「手塚プロ公式ch」から4話まとめての無料配信が行われている。
なお配信でのOPは、全て全話ともヴォカリーズ・提供クレジット無しバージョンを使用した。

#### DVD
2008年7月、日本コロムビアから2作を合わせたDVD-BOXが発売された。映像特典として、先述のOP・EDのバリエーションや、三洋電機のCMソング・エンドカットのほか、『サンヨーカラーテレビ劇場』のオープニングキャッチ（前半は榎本健一による「サンヨーカラーテレビ」のCM）、三洋電機が当時発売していた電気洗濯機「ママトップ」のアニメ映像入りCM、後述の劇場版のCMなどが収録されている。
| フジテレビ系 水曜19:00 - 19:30 | フジテレビ系 水曜19:00 - 19:30 | フジテレビ系 水曜19:00 - 19:30                                      |
| 前番組 | 番組名 | 次番組                                                              |
| --- | --- | ------------------------------------------------------------------- |
| 勝ち抜きエレキ合戦 （1965年6月23日 - 1965年8月25日） ※水曜19:30 - 20:00に移動。 ↓ 子供まんが大会 （1965年9月1日 - 9月29日） （つなぎ番組） | ジャングル大帝（第1作） （1965年10月6日 - 1966年9月28日） ↓ ジャングル大帝 進めレオ! （1966年10月5日 - 1967年3月29日） 【この番組より三洋電機一社提供枠】 【この番組までフジテレビ制作】 【この番組のみアニメ】 | 仮面の忍者 赤影 （1967年4月5日 - 1968年3月27日） （関西テレビ制作） |

### カラー長編漫画映画 ジャングル大帝（1966年のアニメ映画）
1966年7月31日に東宝系で公開された。本来の公開予定作品だった新作長編『鉄腕アトム』が脚本も完成しない状態のため、その代替作品として、急遽テレビで放送していた『ジャングル大帝』の第1話と第41話を中心に再編集したもの。1967年にイタリアのヴェネツィア国際映画祭の児童映画部門の第1位であるサンマルコ銀獅子賞を受賞した。同時上映は『フランケンシュタインの怪獣 サンダ対ガイラ』と『つるのおんがえし（人形劇）』。
- 脚本：辻真先
- 監督：山本暎一
- 音楽：冨田勲
- 音響：田代敦巳、明田川進、内田かほる
- 効果、整音：岩田廣一
- 演奏：森田吾一
- 原画：斎藤博、彦根範夫、赤堀幹治、上口照人、正延宏三、林政行、内田有紀彦、坂口尚三、石井元明
- 動画：沼本清海、進藤満尾、杉野昭夫、良知由敬、上梨壹也、神宮慧、小川隆雄、猿山二郎、西村宏、溝上憲司、木内真文、新田雅利、牛越和夫、川端宏、荒木伸吾、金山明博、白畠豊彦、新田敏夫、内海武雄、若林常夫、三浦晃志、樋口雅一、岡崎邦彦、谷沢豊
- 彩色：松本双葉、日高皎子、五月女正子、堀斗志子、織田恵美、八嶌真珠美、小山江似子、進藤冨子、落合幸世、福永雅子、阿部万里子、大石悦子、ほか
- 美術：伊藤信治、八村博也、ほか
- 技術：清水達正、ほか
- 編集：古川雅士、ほか
- 資料：野崎欣宏、清水武彦
- 製作担当：もり・まさき
- 現像：東洋現像所

### 新ジャングル大帝 進めレオ!（1966年のテレビアニメ）

#### 概要
第1作と同じくフジテレビ系列で1966年（昭和41年）10月5日から1967年（昭和42年）3月29日まで放送。『ジャングル大帝』の視聴率は20%以上を獲得し、内容的にも各賞を受賞する好評を受け、子供時代編を描いた前作の続編として主人公レオが大人となり、家族を持った原作の後半部分をアニメ化。物語もスポンサーと対象年齢の兼ね合いから、レオもライヤも死んでしまう原作および劇場版とは違い、死なないで子どもたちと一緒になって走り去っていくハッピーエンドに変更された。第14話は1967年第6回日本テレフィルム技術賞を受賞している。しかし、レオが大人になった後のみを描いていたことと、ストーリーの大幅な改変が災いして視聴率は低迷し、15%を割ったことから半年で打ち切りになった。アメリカでもNBCが購入することはなく、1984年になって宗教チャンネルの Christian Broadcasting Network が『Leo the Lion』のタイトルで放送した。本放送当時と、その後しばらくの期間の再放送や、VHSなどの映像ソフトでは『新ジャングル大帝 進めレオ!』とタイトルの頭には「新」が付いていたが、2023年現在は「新」の字をタイトルから除いた表記に変更されている（これは後の時代1989年にリメーク版のテレビアニメが作られたことから、それとの混同を避けるためであろう。）

#### 声の出演
- レオ - 外山高士
- ライヤ - 北浜晴子
- ルネ - 里見京子
- ルッキオ - 増山江威子
- ヒゲオヤジ - 千葉順二
- ロンメル - 大平透
- プラス - 納谷悟郎

#### 主題歌
オープニングテーマ - 『ジャングル大帝のうた』
作詞・作曲 - 三木鶏郎 / 編曲 - 冨田勲 / 歌 - ハッピー・ビーンズ
第1作にてオープニングとエンディングのスポンサー告知として使われたイメージソング「サンヨー・ジャングル大帝の歌」を冨田がアレンジしたもの。
なお曲と映像は変更は無かったが、三洋電機の提供クレジット部分は2バージョン存在する。第13話までは、「提供」ロゴはゴシック体で「SANYO」→「三洋電機」（第1作同様途中で反転）の画面左側にクレジットし、「三洋電機」のロゴも第1作と同じだったが、第14話以降は、「提供」ロゴを明朝体に変更して中央部にクレジットし、「三洋電機」ロゴも明朝体風に変更した。
地上波再放送では三洋電機のクレジット部分はカットされて放送されていたが、日本映画専門チャンネルの「手塚治虫アニメシアター」で放送した時には、フィルムは提供クレジットテロップのない物が使われた（ただし音声はそのまま放送された）。
エンディングの提供クレジットでも冒頭箇所が使われていたが、こちらの映像は当時三洋電機から発売されていたマンガン電池「サンヨー乾電池・レオ（ジャングル大帝のイラスト入り）」を表示していた。
エンディングテーマ - 『レオのうた』
作詞 - 辻真先 / 作曲 - 冨田勲 / 歌 - 弘田三枝子

#### 各話リスト
| 話数 | サブタイトル         | 脚本              | 演出            | 放映日         |
| ---- | -------------------- | ----------------- | --------------- | -------------- |
| 1    | 白い王者             | 手塚治虫          | 山本暎一        | 1966年 10月5日 |
| 2    | 大草原の対決         | 藤田豊            | 瀬山義文        | 10月12日       |
| 3    | 青いたてがみのザンバ | 辻真先            | 永島慎二        | 10月19日       |
| 4    | ピグミーの死の祭り   | 辻真先            | 平田敏夫        | 10月26日       |
| 5    | ルネの冒険旅行       | 辻真先            | 勝井千賀雄      | 11月2日        |
| 6    | 巨獣ドンベ           | 辻真先            | 北野英明        | 11月9日        |
| 7    | 黄金の弓             | 辻真先            | 林重行          | 11月16日       |
| 8    | 月光石の秘密         | 手塚治虫          | 手塚治虫        | 11月23日       |
| 9    | 恐怖の鳥             | 辻真先            | 瀬山義文        | 11月30日       |
| 10   | リカオンは啼かず     | 辻真先            | 永島慎二        | 12月7日        |
| 11   | パンジャ街へ行く     | 辻真先            | 北野英明        | 12月14日       |
| 12   | 密猟者の森           | 小宮敏            | 山本暎一        | 12月21日       |
| 13   | ルバー谷の決斗       | 辻真先            | 勝井千賀雄      | 12月28日       |
| 14   | 吠える氷河           | 辻真先            | 平田敏夫        | 1967年 1月4日  |
| 15   | ひとりぼっちの墓     | 辻真先            | 正延宏三 林重行 | 1月11日        |
| 16   | 密林の黒い牙         | 辻真先            | 瀬山義文        | 1月18日        |
| 17   | あくまの滝           | 坂本雄作 辻真先   | 坂本雄作        | 1月25日        |
| 18   | 機関車そうどう       | 辻真先            | 勝井千賀雄      | 2月1日         |
| 19   | 石のとりで           | 辻真先            | 月岡貞夫        | 2月8日         |
| 20   | 白い絶壁             | 辻真先            | 平田敏夫        | 2月15日        |
| 21   | ジャングルを売った奴 | 山本暎一 芦野浦夫 | 荒木伸吾        | 2月22日        |
| 22   | ぞうの墓場           | 林重行            | 遠藤政治        | 3月1日         |
| 23   | 銀色の狼             | 泉京助 林重行     | 正延宏三 林重行 | 3月8日         |
| 24   | 火山島の冒険         | 林重行 輔逸平     | 荒木伸吾        | 3月15日        |
| 25   | 王城に陽は昇る       | 辻真先            | 勝井千賀雄      | 3月22日        |
| 26   | ムーン山よ永遠に     | 辻真先            | 林重行 平田敏夫 | 3月29日        |

#### 放送局
基本的には第1作と同様。

#### 受賞歴
- 1967年第6回日本テレフィルム技術賞(第14話に対して)

### ジャングル大帝（1989年のテレビアニメ）

#### 概要
テレビ東京系列にて、1989年（平成元年）10月12日から1990年（平成2年）10月11日まで放送（時間枠：毎週木曜日19時30分 - 20時）。全52話。番組表では途中から『手塚治虫の新作アニメ ジャングル大帝』と表記された。
企画は1987年にスタート。『青いブリンク』『森の伝説』と並び、手塚治虫本人が最後に手掛けたアニメの1つ。1989年度第14回文化庁こども向けテレビ用優秀映画奨励作品。レオが人間の言葉を喋らない設定になり、ストーリーも第1話が原作の第1部を使っていること以外はオリジナルとなっている。提供スポンサーのタカラ(現・タカラトミー)から玩具も展開された。
西武ライオンズのマークとして青年のレオの顔が使われており、権利関係で混乱が起きることが予想されたが、手塚治虫は「あの絵は実はレオではなく、父親のパンジャなんですよ」と主張し、本作に登場するのは子供時代のレオのみなので混乱はないと関係各社に説明した。

#### 声の出演（1989年）
- レオ：林原めぐみ、古本新之輔
- ライヤ：玉川紗己子
- パンジャ：ささきいさお
- エライザ：島本須美
- トニー：亀山助清
- ココ：千葉繁
- ブブ：玄田哲章
- トット：中尾隆聖
- マロディ：小林清志
- アムジ：井上瑤
- ケルル：田中真弓
- クロサイじいさん：宮内幸平
- ハム・エッグ : 富山敬
- クッター：増岡弘
- ランプ : 納谷六朗
- 伴俊作：辻村真人
- 伴ケン一：山口勝平
- ルテナン：屋良有作

#### スタッフ（1989年）
- 企画：後藤田進（日本経済社）、倉田幸雄（学研）、松谷孝征（手塚プロダクション）
- プロデューサー：中村亮平、井口晴之（TX）、馬場大輔（日本経済社）、大西邦明（学研）
- アニメーションプロデューサー：杉山豊（学研）、勝田稔男
- 制作担当：久保田稔
- 制作デスク：服部達也、井口憲明
- シリーズ構成：馬嶋満、平見瞠（※一時期のみ）
- 監督：宇井孝司
- キャラクターデザイン：手塚治虫、川尻善昭
- 総作画監督：小林準治
- 美術デザイン：勝又激、斉藤雅己
- 美術監督：岡田和夫
- 色彩設定：藤川千奈実
- 撮影監督：白井久男（スタジオコスモス）
- 音楽：朝川朋之
- 録音監督：斯波重治
- 録音制作：オムニバスプロモーション
- 録音スタジオ：ニュージャパンスタジオ
- 現像：IMAGICA
- タイトル：マキ・プロ
- 製作：テレビ東京（TX）、日本経済社、学研
- アニメーション制作：手塚プロダクション

#### 主題歌（1989年）
オープニングテーマ - 『サバンナを越えて』
作詞 - 竜真知子 / 作曲 - 川崎真弘 / 編曲 - 朝川朋之 / 歌 - 水木一郎
エンディングテーマ - 『夕映えになれ』
作詞 - 竜真知子 / 作曲 - 川崎真弘 / 編曲 - 朝川朋之 / 歌 - 徳垣とも子

#### 各話リスト（1989年）
| 話数       | サブタイトル   | 脚本                | 絵コンテ          | 演出       | 作画監督   | 放映日         |
| ---------- | -------------- | ------------------- | ----------------- | ---------- | ---------- | -------------- |
| 第一章     | 誕生           | 馬嶋満              | 平田敏夫          | 平田敏夫   | 新川信正   | 1989年 10月5日 |
| 第二章     | 約束           | 馬嶋満              | 棚橋一徳          | 藤原洋英   | 野田卓雄   | 10月12日       |
| 第三章     | 旅立ち         | 馬嶋満 宇井孝司     | 今沢哲男          | 松本佳久   | 我妻宏     | 10月19日       |
| 第四章     | 友達           | 馬嶋満 宇井孝司     | 宇井孝司          | 浅香守生   | 佐藤雄三   | 10月26日       |
| 第五章     | 故郷           | 馬嶋満 宇井孝司     | 棚橋一徳          | 棚橋一徳   | 半田輝男   | 11月2日        |
| 第六章     | 侵入者         | 伊東恒久            | 平田敏夫          | 平田敏夫   | 野田卓雄   | 11月9日        |
| 第七章     | 勇気           | 馬嶋満              | 松本佳久          | 松本佳久   | 香西隆男   | 11月16日       |
| 第八章     | 忠告           | 伊東恒久            | 藤原洋英          | 藤原洋英   | 新川信正   | 11月23日       |
| 第九章     | 仲間           | 馬嶋満 宇井孝司     | 望月敬一郎        | 望月敬一郎 | 宍倉敏     | 11月30日       |
| 第十章     | 自由           | 伊東恒久            | 小田仁            | 須藤典彦   | 小林準治   | 12月7日        |
| 第十一章   | 森の掟         | 平見瞠              | 浅香守生          | 浅香守生   | 佐藤雄三   | 12月14日       |
| 第十二章   | 赤い翼         | 山下久仁明 宇井孝司 | 松本佳久          | 松本佳久   | 香西隆男   | 12月21日       |
| 第十三章   | 予言           | 馬嶋満 宇井孝司     | 福島宏之          | 福島宏之   | 野田卓雄   | 12月28日       |
| 第十四章   | 野性           | 馬嶋満              | 望月敬一郎        | 望月敬一郎 | 宍倉敏     | 1990年 1月4日  |
| 第十五章   | 失敗           | 平見瞠              | 棚橋一徳 半田輝男 | 棚橋一徳   | 小林準治   | 1月11日        |
| 第十六章   | 白い獣         | 伊東恒久            | 福島宏之          | 林正実     | 佐藤雄三   | 1月18日        |
| 第十七章   | 誇り           | 馬嶋満 宇井孝司     | 新林実            | 須藤典彦   | 小林準治   | 1月25日        |
| 第十八章   | 闘志           | 伊東恒久            | 望月敬一郎        | 望月敬一郎 | 宍倉敏     | 2月1日         |
| 第十九章   | 生命（いのち） | 平見瞠              | 平田敏夫          | 福島宏之   | 野田卓雄   | 2月8日         |
| 第二十章   | 指導者         | 伊東恒久            | 棚橋一徳          | 棚橋一徳   | 小林準治   | 2月15日        |
| 第二十一章 | 帰郷           | 馬嶋満 宇井孝司     | 望月敬一郎        | 望月敬一郎 | 宍倉敏     | 2月23日        |
| 第二十二章 | 再会           | 平見瞠              | 秦泉寺博          | 秦泉寺博   | 昆進之介   | 3月1日         |
| 第二十三章 | 移住           | 伊東恒久            | 井口就二          | 須藤典彦   | 堀内修     | 3月8日         |
| 第二十四章 | 友情           | 山下久仁明          | 望月敬一郎        | 望月敬一郎 | 宍倉敏     | 3月15日        |
| 第二十五章 | 犠牲（前編）   | 伊東恒久            | 棚橋一徳          | 棚橋一徳   | 小林準治   | 3月23日        |
| 第二十六章 | 犠牲（後編）   | 平見瞠              | 楠鈴丸            | 元永慶太郎 | 小林準治   | 3月29日        |
| 第二十七章 | 惜別           | 平見瞠              | 芦沢剛史          | 望月敬一郎 | 宍倉敏     | 4月5日         |
| 第二十八章 | 面影           | 伊東恒久            | 宇井孝司          | 箕ノ口克己 | 昆進之介   | 4月12日        |
| 第二十九章 | 保護           | 山下久仁明 宇井孝司 | 南敦              | 吉村文宏   | 半田輝男   | 4月19日        |
| 第三十章   | 冒険           | 平見瞠 宇井孝司     | 望月敬一郎        | 望月敬一郎 | 宍倉敏     | 4月26日        |
| 第三十一章 | 信頼           | 伊東恒久            | 南敦              | 五月女有作 | 小林準治   | 5月3日         |
| 第三十二章 | 自然           | 山下久仁明          | 田口久            | 新林実     | 半田輝男   | 5月10日        |
| 第三十三章 | 楽園           | 平見瞠 宇井孝司     | 望月敬一郎        | 望月敬一郎 | 宍倉敏     | 5月17日        |
| 第三十四章 | 幻の時         | 馬嶋満              | 井口就二          | 吉村文宏   | 小林準治   | 5月24日        |
| 第三十五章 | 脅威           | 伊東恒久            | 望月敬一郎        | 望月敬一郎 | 宍倉敏     | 5月31日        |
| 第三十六章 | 和解           | 山下久仁明          | 五月女有作        | 新林実     | 半田輝男   | 6月7日         |
| 第三十七章 | 父親           | 平見瞠              | 田口久            | 元永慶太郎 | 蟲林オサヲ | 6月14日        |
| 第三十八章 | 親友           | 山下久仁明          | 岩本保雄          | 望月敬一郎 | 宍倉敏     | 6月21日        |
| 第三十九章 | 悪夢           | 馬嶋満 宇井孝司     | 吉村文宏          | 吉村文宏   | 半田輝男   | 6月28日        |
| 第四十章   | 脱出           | 伊東恒久 宇井孝司   | 望月敬一郎        | 望月敬一郎 | 宍倉敏     | 7月5日         |
| 第四十一章 | 予感           | 馬嶋満              | 箕ノ口克己        | 箕ノ口克己 | 蟲林オサヲ | 7月12日        |
| 第四十二章 | 共存           | 山下久仁明          | 吉村文宏          | 吉村文宏   | 半田輝男   | 7月26日        |
| 第四十三章 | 決意           | 伊東恒久            | 望月敬一郎        | 望月敬一郎 | 宍倉敏     | 8月2日         |
| 第四十四章 | 潜入           | 馬嶋満 宇井孝司     | 井口就二          | 松見真一   | 蟲林オサヲ | 8月9日         |
| 第四十五章 | 再生           | 平見瞠              | 望月敬一郎        | 望月敬一郎 | 宍倉敏     | 8月23日        |
| 第四十六章 | 憧憬           | 山下久仁明          | 田口久            | 吉村文宏   | 半田輝男   | 8月30日        |
| 第四十七章 | 栄冠           | 平見瞠              | 箕ノ口克己        | 箕ノ口克己 | 蟲林オサヲ | 9月6日         |
| 第四十八章 | 挑戦           | 馬嶋満              | 望月敬一郎        | 望月敬一郎 | 宍倉敏     | 9月13日        |
| 第四十九章 | 結集           | 山下久仁明          | 天上はじめ        | 松見真一   | 半田輝男   | 9月20日        |
| 第五十章   | 勝利           | 伊東恒久 宇井孝司   | 望月敬一郎        | 望月敬一郎 | 宍倉敏     | 9月27日        |
| 第五十一章 | 調和（前編）   | 馬嶋満              | 尾西京介          | 吉村文宏   | 蟲林オサヲ | 10月4日        |
| 第五十二章 | 調和（後編）   | 平見瞠              | 今村学            | 松見真一   | 蟲林オサヲ | 10月11日       |

#### 放送局（1989年）
※放送日時は1990年9月中旬 - 10月上旬時点（秋田テレビ、三重テレビ、テレビ山口、南海放送については本放送終了後に放映された日時、宮崎放送については打ち切り時点の日時）、放送系列は放送当時のものとする。
| 放送地域       | 放送局         | 放送日時           | 放送系列                      | 備考                                      |
| -------------- | -------------- | ------------------ | ----------------------------- | ----------------------------------------- |
| 関東広域圏     | テレビ東京     | 木曜 19:30 - 20:00 | テレビ東京系列                | 制作局                                    |
| 北海道         | テレビ北海道   | 木曜 19:30 - 20:00 | テレビ東京系列                |                                           |
| 愛知県         | テレビ愛知     | 木曜 19:30 - 20:00 | テレビ東京系列                |                                           |
| 大阪府         | テレビ大阪     | 木曜 19:30 - 20:00 | テレビ東京系列                | 本放送終了後、2017年頃に再放映。          |
| 岡山県・香川県 | テレビせとうち | 木曜 19:30 - 20:00 | テレビ東京系列                |                                           |
| 青森県         | 青森テレビ     | 月曜 16:00 - 16:30 | TBS系列                       |                                           |
| 岩手県         | テレビ岩手     | 日曜 6:15 - 6:45   | 日本テレビ系列                |                                           |
| 宮城県         | 東北放送       | 金曜 17:00 - 17:30 | TBS系列                       |                                           |
| 秋田県         | 秋田テレビ     | 金曜 17:00 - 17:30 | フジテレビ系列                | 本放送終了後、1992年頃に放映。            |
| 山形県         | 山形放送       | 月曜 17:30 - 18:00 | 日本テレビ系列 テレビ朝日系列 |                                           |
| 福島県         | 福島テレビ     | 日曜 11:00 - 11:30 | フジテレビ系列                |                                           |
| 山梨県         | テレビ山梨     | 木曜 15:55 - 16:25 | TBS系列                       |                                           |
| 新潟県         | 新潟総合テレビ | 土曜 17:30 - 18:00 | フジテレビ系列                |                                           |
| 長野県         | 長野放送       | 日曜 10:30 - 11:00 | フジテレビ系列                | 放送期間：1989年10月22日 - 1990年10月14日 |
| 静岡県         | 静岡第一テレビ | 日曜 7:00 - 7:30   | 日本テレビ系列                |                                           |
| 富山県         | 富山テレビ     | 金曜 16:25 - 16:55 | フジテレビ系列                | 放送期間：1990年5月25日 - 1991年6月21日   |
| 石川県         | 石川テレビ     | 日曜 6:00 - 6:30   | フジテレビ系列                |                                           |
| 福井県         | 福井テレビ     | 金曜 16:30 - 17:00 | フジテレビ系列                |                                           |
| 三重県         | 三重テレビ     | 水曜 16:30 - 17:00 | 独立局                        | 本放送終了後、1992年頃に放映。            |
| 和歌山県       | テレビ和歌山   | 水曜 18:30 - 19:00 | 独立局                        |                                           |
| 島根県・鳥取県 | 山陰中央テレビ | 月曜 16:30 - 17:00 | フジテレビ系列                |                                           |
| 広島県         | 中国放送       | 月曜 17:00 - 17:30 | TBS系列                       |                                           |
| 山口県         | テレビ山口     | 木曜 17:30 - 18:00 | TBS系列                       | 本放送終了後、1992年頃に放映。            |
| 愛媛県         | 南海放送       | 月曜 16:00 - 16:30 | 日本テレビ系列                | 本放送終了後、1992年頃に放映。            |
| 福岡県         | 福岡放送       | 金曜 17:00 - 17:30 | 日本テレビ系列                |                                           |
| 長崎県         | 長崎放送       | 金曜 17:30 - 18:00 | TBS系列                       |                                           |
| 熊本県         | テレビ熊本     | 金曜 16:00 - 16:30 | フジテレビ系列                |                                           |
| 大分県         | 大分放送       | 金曜 16:30 - 17:00 | TBS系列                       |                                           |
| 宮崎県         | 宮崎放送       | 火曜 17:00 - 17:30 | TBS系列                       | 1990年9月で放映打ち切り。                 |

#### パイロットフィルム
第3作放送前年の1988年に作られた4分6秒のパイロット版。演出：宇井孝司、原・動画：小林準治。

#### ネット配信
2020年7月20日から同年9月21日までYouTubeの「手塚プロダクション公式チャンネル」で、毎週平日14:00に5話まとめて期間限定無料配信が行われた。
「レッツゴー!レオランド」のオープンを記念し、2021年7月2日17:00（JST）に第1 - 28話、同年7月6日17:00（JST）に第29話 - 最終回を、それぞれ4話ずつまとめて期間限定無料配信が行われた。
2023年7月31日からは、同年10月11日14:00（JST）まで三度無料配信が行われている。
| テレビ東京系 木曜19:30 - 20:00枠                 | テレビ東京系 木曜19:30 - 20:00枠                                 | テレビ東京系 木曜19:30 - 20:00枠                  |
| 前番組                                           | 番組名                                                           | 次番組                                            |
| ------------------------------------------------ | ---------------------------------------------------------------- | ------------------------------------------------- |
| ミスター味っ子 （1987年10月8日 - 1989年9月28日） | ジャングル大帝（リメイク版） （1989年10月12日 - 1990年10月11日） | 三つ目がとおる （1990年10月18日 - 1991年9月26日） |

### ジャングル大帝 (1997年のアニメ映画)

#### 概要
1997年8月1日より松竹系で公開。従来のテレビアニメ版との繋がりは一切ない完全新作で、テレビアニメ版では最後が改変された原作の第2部を忠実に描くことを意図として製作。手塚を敬愛するスタッフが集まり、生前の手塚ならこうしただろうとイメージしながら構築した作品である。
当時の松竹は配給収入の低下に悩んで、日本アニメーションの『フランダースの犬』の映画版から始まるアニメ路線を試みており、『ジャングル大帝』の劇場版もそのうちの1本であった。手塚プロには松竹側から3、4年前から手塚作品をやりたいと接触があり、当初松竹は『鉄腕アトム』の映画化を希望していたという。『ジャングル大帝』の配給収入は4.3億円となった。なお、本作の約9ヶ月前には手塚プロの別スタッフによる『BLACK JACK（劇場版）』が同じ松竹系で公開されている。

#### 声の出演（1997年）
- レオ - 津嘉山正種
- ライヤ - 倍賞千恵子
- ルネ - 柊美冬
- ルキオ - 椎名へきる
- トミー - 龍田直樹
- ココ - 肝付兼太
- ブラッザー - 谷啓
- パグーラ - 伊武雅刀
- ビゾー - 鈴木蘭々
- ヒゲオヤジ - 富田耕生
- ハム・エッグ - 立川談志
- ラムネ - 松本保典

#### スタッフ（1997年）
- 製作総指揮：松谷孝征、幸甫
- 企画：清水義裕、古徳稔、石田康男
- プロデューサー：久保田稔、宇田川純男、秋葉千晴
- キャラクターデザイン・作画監督：杉野昭夫
- 音楽：冨田勲
- 指揮：大友直人
- 演奏：東京交響楽団
- 音響監督：千葉耕市
- 美術監督：阿部行夫
- 演出：五月女有作、吉村文宏、桑原智
- 脚色・監督：竹内啓雄
- 製作：手塚プロダクション、松竹
- 主題歌（イメージソング）：松たか子『WIND SONG』

### ジャングル大帝 -勇気が未来をかえる-(2009年のテレビアニメ)
『ジャングル大帝 -勇気が未来をかえる-』は、フジテレビ系列にて、2009年（平成21年）9月5日に「フジテレビ開局50周年」「手塚治虫生誕80周年」記念アニメとして土曜プレミアム枠で放送されたテレビスペシャル。2012年2月29日に韓国で劇場公開。
バラエティ番組の放送作家として知られる鈴木おさむが初めてアニメの脚本に挑戦し、オリジナルストーリーを書き起こしたことで話題になった。本作では、「家族愛」「友情」「環境問題」をテーマとして、近未来の人工ジャングルに住む動物たちとそれを管理する人間との戦いを描く。
声優陣は専業声優でない芸能人を数多く起用、俳優の時任三郎や松嶋菜々子は本作がアニメ声優デビューになったと言われる 。
視聴率は、サッカーの国際強化試合「日本×オランダ」の生中継に次いで時間帯2位となる13.1%を記録した。

#### 物語
エターナルアースによって造られた巨大な人工島『ネオジャングル』では、動物を捕獲移住させ管理していた。動物の声を聞くことができる少年・大山賢一は、ネオジャングルに生息する子供の白ライオン・レオと出会い、ネオジャングルの存在が間違っていると思うようになる。そんな中、病原体の蔓延によりレオたちの住む区域の動物をリセット（殲滅）しようとする人間に対し、レオら動物たちは反旗を翻した。

#### 登場キャラクター（2009年）
大山 賢一（おおやま けんいち）
声 - 矢島晶子
賢造の息子で、動物の言葉がわかる人間の少年。父親を尊敬していたものの、レオや動物たちと接しているうちにネオジャングルの存在に疑問を持ち始める。
レオ
声 - 川田妙子
パンジャとエライザの息子である子供のライオン。ネオジャングルで生まれ育ち、谷の飛び越えもできない臆病者だが、賢一との出会いや父との死別を経て勇気を持つようになる。
パンジャ
声 - 時任三郎
レオの父である白ライオン。ジャングル大帝と呼ばれ慕われているものの、一方人間の言いなりになっている臆病者とも罵られている。10年前からネオジャングルに連れて来られ、仲間を犠牲にしないために人間に反旗を翻すことをしなかった。中盤で人間の攻撃からトトを守るためにトトを庇って射殺されて死亡する。
エライザ
声 - 松嶋菜々子
レオの優しき母親。
ココ
声 - 釘宮理恵
レオの友達の鳥で、勝気だがいつも一緒にいて応援している（本作で初めて、雌の設定となった）。
トト
声 - 船越英一郎
人間を憎み襲っている凶暴な黒豹。人間によって作られたクローンの不完全体であり、それゆえに傲慢な人間を憎んでいる。パンジャとは対立しているものの認めており、未来を託したレオを助け命を落とす。
大山 賢造（おおやま けんぞう）
声 - 大塚明夫
ネオジャングル構想を奨める企業「エターナルアース」の最高経営責任者で、賢一の父親。指にはめたミサイルダーツようなものを武器にする。野心家でネオジャングルをつくりクローン技術も推し進め、自らを神と錯覚するようになる。終盤でリセットしようとした所をレオに阻止され、ネオジャングルは崩壊したため、重傷を負う。
氷川博士（ひかわ）
声 - 千葉紗子
エターナルアースの女性研究者。賢造に協力するものの、動物の命を顧みないことに反発している。
剛田（ごうだ）
声 - 小杉十郎太
賢造の忠実な腹心。
ドルフ
声 - 小倉智昭
ネオジャングルの長老と呼ばれるヌー。人間の作った病原体によって病気を患っている。
イワザ
声 - 永澤菜教
キッカー
声 - 山口勝平
ミザール
声 - 小桜エツ子
いつもレオを馬鹿にしている3匹組の子猿。
国連の要人
声 - 伊藤利尋
国連の査察官として来たが、査察官ではなく賢造に恨みを持つ者だった。
ゴリラ
声 - ゴリ
カバ
声 - KABA.ちゃん
キリン
声 - 田村裕
シマウマ
声 - 川島明
モグラ
声 - 原えりこ
スカンク
声 - 西村朋紘
インパラ
声 - 川中子雅人
リス
声 - くまいもとこ
水牛
声 - 梅津秀行、長嶝高士
通信
声 - 倉田雅世、國府田マリ子
オペレーター
声 - 遠藤玲子、松尾翠、松村未央、山中章子
エターナルアースのオペレーターたち。

#### スタッフ（2009年）
- 企画 - 松崎容子、湯本裕幸
- 監督 - 谷口悟朗
- 脚本 - 鈴木おさむ
- キャラクターデザイン原案 - 天野喜孝
- キャラクターデザイン - 瀬谷新二、木村貴宏
- メカ・コンセプトデザイン - 寺岡賢司
- 総作画監督 - 瀬谷新二
- メカ・エフェクト作画監督 - 中川航
- 演出 - 秋田谷典昭、守田芸成、谷口悟朗
- 絵コンテ - 須永司、桑原智、谷口悟朗
- 美術監督 - 西田稔
- 音響監督 - 浦上靖夫
- 音楽 - 羽毛田丈史[81]
- 製作 - 手塚プロダクション、フジテレビジョン

#### 主題歌（2009年）
『Step by Step』
歌 - Crystal Kay
作詞・作曲・編曲 - 中田ヤスタカ (capsule)

#### ネット配信
西武園ゆうえんちのリニューアルで、手塚アニメキャラアトラクション「レッツゴー! レオランド」がオープンしたのを記念して、2021年6月11日18:00から同年7月12日14:00まで、YouTubeの「手塚プロダクション公式チャンネル」より限定無料配信が行われている。

### その他の映像作品

#### アニメ交響詩 ジャングル大帝 (1991年のオリジナルビデオアニメ)
『アニメ交響詩 ジャングル大帝』は、テレビアニメ第1作放送時に発売されたレコード『子どものための交響詩 ジャングル大帝』に映像をつけるコンセプトで制作された51分のオリジナルビデオアニメ作品である。1991年4月1日に日本コロムビアより発売された。監督は、新旧のテレビアニメシリーズのスタッフでもあった虫プロ出身の平田敏夫が務めている。

##### スタッフ (OVA)
- 企画：木村英俊
- エグゼクティブ・プロデューサー：木村裕史、松谷孝征
- プロデューサー：清水義裕、久保田稔、岩瀬安輝、丸山正雄
- 監督：平田敏夫
- 監修：宇井孝司
- 作曲：冨田勲
- 指揮：石丸寛
- 演奏：日本フィルハーモニー交響楽団、日本合唱協会
- 構成：山本暎一、田代敦巳
- 設定：高林久弥
- 美術監督：金村勝義
- 作画監督：本木久年
- 製作協力：マッドハウス
- 製作：日本コロムビア、手塚プロダクション

#### 手塚治虫ワールド映画
『ジャングル大帝/本能寺の変』。2000年公開。手塚治虫ワールドの300インチシアターで上映された短編映画。火の鳥がストーリーテラーとなる2本立ての作品。1989年版アニメの設定が取り入れられており、「パンジャの森」に迷い込んだヒョウのパオラを巡った10分のショートストーリー。

#### プラネタリウム上映作品
『ジャングル大帝レオ 空を染める謎の星』。サイエンスアート社によるプラネタリウム上映番組で、スライド枚数約230枚、投影時間約29分。不吉な赤い星火星をめぐってレオたちが冒険をするという2003年火星大接近に着目したストーリー。

## 舞台作品

### 夏休みはエンゲキ！舞台「ジャングル大帝」
荒川区芸術文化振興財団による主催で、原作の世界初の舞台化。2016年8月27日・28日に日暮里サニーホールにて全4公演。出演者に小学2年生から高校3年生の子供たちを募集した。公演の参加者は6月から8月にかけてワークショップに参加。演技やダンス、楽器の演奏などプロの俳優やスタッフと一緒に練習を積み重ね、本番に臨んだ。

#### キャスト（舞台第1弾）
- 公募で集まった子供たち
- 井上貴子
- 内海正孝
- 小田さやか
- 加藤幸夫
- 金子由菜
- 佐川健之輔
- 佐藤円
- 寺岡壱久
- 森山冬子
- 渡辺麻依

#### スタッフ（舞台第1弾）
- 構成・演出：司田由幸（砂の上の企画）
- 美術：加藤ちか
- 照明：大迫浩二（ク・ナウカ・シアターカンパニー）
- 音響：星野大輔（サウンドウィーズ）
- 音楽：棚川寛子、寺田英一
- 振付監修：楠原竜也
- 宣伝美術：高橋真美子
- 演出助手：松本予右介
- 舞台監督：吉田誠

### リーディング音楽劇「ジャングル大帝」（初演）
シーエイティプロデュース主催。2023年6月4日・5日に東京建物 Brillia HALLにて全3公演。レオが育つ人間の世界を20曲を超えるオリジナルの生演奏の音楽だけでなく映像も使用し、舞台上にはダンサーも登場させ、音楽、リーディングに合わせた視覚的表現も加えたリーディング音楽劇。ふぉ〜ゆ〜の4人がレオを演じる。2024年12月に再演及び続編が公演された（#リーディング音楽劇「ジャングル大帝」（再演及び続編）参照）。

#### キャスト（舞台第2弾）
- レオ - 福田悠太、辰巳雄大、越岡裕貴、松崎祐介（全員ふぉ〜ゆ〜）
- ケン - 太田基裕
- 梅田彩佳
- ダンドイ舞莉花
- 浦嶋りんこ
- 小林遼介
- ホナガヨウコ
- 池田遼
- ココ - 入野自由

#### スタッフ（舞台第2弾）
- 脚本：福田響志
- 演出：ウォーリー木下
- 音楽：岩崎廉
- 振付：ホナガヨウコ
- 美術 - 伊藤雅子
- 照明：奥野友康
- 音響：岡田直樹
- 映像：大鹿奈穂
- 衣裳：屋島裕樹
- ヘアメイク：伊藤こず恵
- 演出助手：坂本聖子
- 舞台監督：山本圭太
- 宣伝：吉田プロモーション
- 票券：インタースペース
- 制作：七字紗衣、堀田淳之輔
- 制作デスク：今井実春
- プロデューサー：江口剛史

### わらび劇場開場50年記念作品ミュージカル「ジャングル大帝レオ」
劇団わらび座の企画・制作。2024年4月21日から11月24日までの長期公演があきた芸術村わらび劇場にて行われる。2024年の最終公演日に告知された、2025年2月2日に行われた明桜高校吹奏楽部の吹奏楽部生演奏特別公演にて千秋楽を迎えることとなった。レオとケン一の友情の物語を芯に描き、ファミリーで楽しめるミュージカル。

#### キャスト（舞台第3弾）
- 子ども時代のレオ（一幕） - 久保田美宥
- 成長したレオ（二幕） - 三重野葵
- 平野進一
- 森下彰夫
- 小山雄大
- 瀧田和彦
- 丸山有子
- 瀬川舞巴
- 冨樫美羽
- 佐藤千明
- 赤石美友

#### スタッフ（舞台第3弾）
- 脚本：高橋知伽江
- 演出：栗城宏
- 作曲：八幡茂
- 振付：新海絵理子
- 美術：土屋茂昭
- 照明：三重野美由紀
- 音響：福地達朗
- 衣裳：武田園子
- 小道具：平野忍
- 舞台監督：仁しづか
- 企画協力：手塚プロダクション
- 企画・制作：一般社団法人わらび座

### リーディング音楽劇「ジャングル大帝」（再演及び続編）
シーエイティプロデュース企画・製作。2023年6月の再演（#リーディング音楽劇「ジャングル大帝」（初演）参照）となるレオ編を2024年12月11日から16日まで有楽町よみうりホールにて全9公演、さらに続編となるルネ＆ルッキオ編を2025年1月10日から13日まで梅田芸術劇場シアター・ドラマシティにて全5公演と、1月18日から31日まで有楽町よみうりホールにて全14公演を上演。レオの生涯を2部作で描く。再演となるレオ編は主演を再びふぉ〜ゆ〜の全員、ルネ＆ルッキオ編の主演は少年忍者の深田竜生と黒田光輝が演じる。

#### キャスト（舞台第4弾）
レオ編（再演）
- レオ - 福田悠太、辰巳雄大、越岡裕貴、松崎祐介（全員ふぉ〜ゆ〜）
- ヒゲオヤジ - 福田悠太（同）
- ハムエッグ - 辰巳雄大（同）
- ブブ - 越岡裕貴（同）
- リョーナ - 松崎祐介（同）
- ケン一 - 太田基裕
- メリー - 梅田彩佳
- コンガ女王 - 梅田彩佳
- ココ - 西川大貴
- オウム - 西川大貴
- エライザ - ダンドイ舞莉花
- ライヤ - ダンドイ舞莉花

ルネ＆ルッキオ編（続編）
- ルネ - 深田竜生（少年忍者）
- ピエール - 深田竜生（同）
- ルッキオ - 黒田光輝（同）
- ピート - 黒田光輝（同）
- ケン一 - 永田崇人
- サル - 永田崇人
- ココ - 西川大貴
- パグーラ - 工藤広夢
- マイナス博士 -工藤広夢
- メリー - 水嶋凜
- ビゾー - 水嶋凜
- ライヤ - ダンドイ舞莉花
- レオ - 上口耕平
- ヒゲオヤジ - 上口耕平
- ダンディ・アダム - 宮原浩暢（LE VELVETS）
- プラス教授 -  - 宮原浩暢（同）

両公演
- スペシャルコーラス - 浦嶋りんこ
- コーラス - 吉田純也
- ダンサー - ホナガヨウコ、池田遼

#### スタッフ（舞台第4弾）
- 脚本・作詞 - 福田響志
- 演出 - ウォーリー木下
- 音楽 - 岩崎廉
- 振付 - ホナガヨウコ
- 美術 - 伊藤雅子
- 照明 - 奥野友康
- 音響 - 岡田直樹
- 映像 - 大鹿奈穂
- 衣裳 - 屋島裕樹
- ヘアメイク - 伊藤こず恵
- 歌唱指導
  - 吉田純也（レオ編）
  - 渡部沙智子、葛岡みち（ルネ＆ルッキオ編）
- 稽古ピアノ
  - 中原裕章（レオ編）
  - 田中幸美（ルネ＆ルッキオ編）
- 演出助手 - 坂本聖子、陶山浩乃
- 舞台監督
  - 山本圭太（レオ編）
  - 二瓶剛雄、廣瀬次郎（ルネ＆ルッキオ編）
- 宣伝協力 - ディップス・プラネット
- 票券（東京） - インタースペース
- 票券（大阪） - サンライズプロモーション大阪
- 制作 - 佐々木裕子、山下茜、田辺千絵美
- アシスタントプロデューサー - 栗間左千乃
- プロデューサー - 江口剛史
- 制作協力 - 手塚プロダクション
- 協力 - フジテレビジョン
- 企画・製作 - シーエイティプロデュース

## 黒人描写問題
本作（原作漫画）を巡っては、黒人描写をめぐって差別だとして抗議を受ける問題が起きている。1990年9月に「黒人差別をなくす会」より、手塚作品の黒人描写が差別と偏見を助長すると抗議して「善処」を求める内容の内容証明が手塚プロダクションを始めとして、手塚作品を出版する大手出版社に送られた。これを受けて、東京、名古屋、神戸で開催されていた「手塚治虫展」では、『ジャングル大帝』のパネルを撤去し、パンフレットから黒人の部分を削除して差し替えがなされた。当時の「黒人差別をなくす会」は、鳥山明の『Dr.スランプ』、佐藤正の『燃える!お兄さん』など、手塚以外の漫画にも同様に抗議を行い、それらの作品では指摘された黒人の部分を描き変える形の対処が取られたが、既に作者が故人となっていた手塚治虫作品の場合は、描き直すことが不可能であった。そのため、手塚プロダクションでは、1990年12月までに講談社の「手塚治虫漫画全集」の全巻を出荷停止したのを始め、その他、7社の出版社から出されている手塚の単行本のうち黒人が描かれているもの全てを一時的に出荷停止する処分が取られた。その後も、「黒人差別をなくす会」からは定期的に抗議文が送付されて来る中、描き直しが無理のため絶版処分とする処置も浮上したが、1992年春に講談社社員の発案で、手塚が故人であることと作品が描かれた当時の時代背景を示すものであるとする断り書きを巻末につけて理解を求めることに決定。『ジャングル大帝』を始めとする手塚作品の再出荷を開始した。1993年には日本アフロ・アフリカン協会からも抗議を受けたが、手塚プロダクションと出版社を交えて対話が行なわれ、断り書きをつけることで基本的合意が得られている。以後も「黒人差別をなくす会」からは定期的に抗議が寄せられているというが、これがきっかけとなって、黒人が登場するしないにかかわらず手塚作品が出版される際は断り書きを巻末につける形が通例となっている。
手塚治虫ファンクラブ京都は、当初1990年8月に手塚プロダクションの許諾を受けて、ファンクラブの会報「ヒョウタンツギタイムス」誌上で「漫画少年」連載のオリジナルの『ジャングル大帝』の復刻を開始。1990年10月に『ジャングル大帝』が人種差別とする「黒人差別をなくす会」から抗議文が大手出版社と手塚プロダクションへの抗議に続く形で到着したが、手塚治虫ファンクラブ京都はこれに納得せずに独自に刊行を続行。黒人描写がある手塚作品が大手出版社から出荷停止になっていた時期にも、手塚治虫ファンクラブ主宰者は、手塚治虫ファンクラブ京都の名を外して手塚プロダクションとは無関係の立場に切り替えたうえで刊行を継続、1992年3月遂に最後までの復刻が完了した。これが漫画少年版の史上初の完全復刻である。

## ディズニー作品『ライオン・キング』との類似
本作とディズニープロダクションの1994年公開のアニメ映画『ライオン・キング』とが類似しているとして、ディズニーが模倣したのではないかと日米で話題になった。1994年7月11日に『サンフランシスコ・クロニクル』紙が掲載した記事が発端になり、アメリカのマスメディアに話題が拡大、この件に対して、ディズニー側は7月14日に『サンフランシスコ・クロニクル』紙に回答を寄せ、公式にはアメリカで放送された『ジャングル大帝』をスタッフは見ていないとして模倣を否定した。ただし、このディズニー側の主張に対しては、フレデリック・L・ショット、有馬哲夫、渡辺繁らから疑問が呈されている。
日本へはアメリカで話題になっているとして、共同通信が配信。7月13日に『毎日新聞』、翌14日に『読売新聞』、18日に『朝日新聞』が報じたのをはじめとして、スポーツ新聞やテレビでこの問題が紹介された。手塚治虫を敬う漫画家の里中満智子は『ジャングル大帝』を見たことはないとするディズニーの態度に疑問を抱き、ディズニー作品を配給するブエナ・ビスタ・インターナショナルへ質問状を送った。里中の質問状には、ちばてつや、藤子・F・不二雄、水島新司、永井豪、モンキー・パンチ、矢口高雄、一条ゆかり、弘兼憲史、杉浦日向子ら約80名の漫画家が賛同し、計488人の署名が添えられた。その一方、手塚治虫の死後、著作権を管理している手塚プロダクション並びに遺族は仮に盗作だったとしてもディズニー側と事を構えないことを決めた。理由は「ディズニーファンだった故人がもしもこの一件を知ったならば、怒るどころか『仮にディズニーに盗作されたとしても、むしろそれは光栄なことだ』と喜んでいたはずだ」とした。手塚治虫の長男で、手塚プロダクションの取締役も務める映像作家の手塚眞は、問題にしなかった理由として、ディズニーへのバッシングに荷担したくなかったこと、文化は模倣によって成立すること、『ライオン・キング』には白いライオンが登場せず、動物だけの世界で閉じており『ジャングル大帝』のような人間社会と交流するドラマがないことを理由に似ているとは思わなかったことを挙げている。有馬哲夫も『ライオン・キング』はディズニーの世界戦略から『ジャングル大帝』のような社会性がないことを指摘し、かつて虫プロに在籍していた吉川惣司も文化は互いに影響しあうものであるとして手塚プロの対応を見識であると評価している。手塚プロもテレビアニメ版を制作した山本暎一も問題にしなかったこともあり、騒動は自然と終息した。ディズニー側からの里中満智子への返信には模倣は否定しつつも、手塚治虫の業績を認め、手塚へ敬意を表する旨が記されていたという。なお、手塚は『バンビ (映画)』が日本で公開された1951年の翌年である1952年に『バンビ (童話)』の漫画化を手掛けている。これはその当時の日本におけるディズニー社の映画の総代理人で大映社長であった永田雅一の許諾を得た上での完全に合法な出版物であり、出版物にはそのことの記載もあり、一部に誤解があるようないわゆる海賊出版などでは全くない。

## 西武グループのマスコットキャラクター
プロ野球埼玉西武ライオンズのマスコットとして、『ジャングル大帝』のレオが採用されている。オーナーの堤義明から手塚治虫本人直々に電話があり、イメージ戦略のために依頼したという。キャラクター使用料は3000万円だった。前述のとおり、マスコットキャラクターはレオということになっているが、実際には生前の手塚が語っていたように絵柄自体は大人になったレオではなく、微妙に異なるデザインのレオの父親パンジャである。にもかかわらず、西武ファンの間ではそのまま「レオ」と呼ばれている。西武鉄道においては乗車カードに「レオカード」、山口線（およびそこで使用される西武8500系電車）に「レオライナー」の愛称がある。
西武鉄道のボタン式旧券売機（タッチパネル新型券売機には書かれていない）や西武鉄道グループの西武バス（高速バス・貸切バスおよびノンステップバス※のみ）・西武高原バス・伊豆箱根鉄道・近江鉄道のバスおよび西武ハイヤーのタクシー（黒塗りのハイヤーは除く）にもレオが描かれている。しかし、ここ最近の導入車両や車体更新車両ではレオマークが消え『Non-Step Bus』の文字だけになっている。
西武球場の電光掲示板には、湖川友謙の作画した、西武ライオンズのユニフォームを着たレオ（手塚によればパンジャ）が打ったり走ったりするアニメーション（製作は東映動画）が表示された。

## その他
- 漫画少年連載の最終回を旅館で描いていたところ、藤子不二雄が訪ねてきたので、吹雪のシーンの作画を藤子にしてもらっている[108]。藤子不二雄Aによれば、このとき手塚はチャイコフスキーの交響曲第6番ロ短調作品74『悲愴（ひそう）』の第3楽章のレコードをかけながら作画していたという[109][110]。
- 冨田勲の談によれば、虫プロダクション製作のテレビ漫画『ジャングル大帝』の作曲担当として直接手塚本人から（まず電話で）依頼があり冨田はこれを受けたが、その楽曲打ち合わせに冨田が出向いた際に、手塚はスタジオの一角にあった古いピアノで、チャイコフスキーの交響曲を自ら弾いてみせて、自分が要望する雄大なクラシック音楽のイメージを伝えようとしたという。しかしできあがってきた旋律の冒頭、1オクターブ＋1度の跳躍について手塚は、「モーツアルトの曲でもこんな跳躍はあり得ない」と難色を示して曲の書き直しを指示したが、冨田はこれをのらりくらりとかわして時間を稼ぎ、結局「これ以上のものは思いつかない」と、そのまま時間切れにして本放送に持ち込んだという。放送が始まり、主題曲は大好評を得たが、手塚は終生、冨田に対して「やはり（あの主題歌は）よかった。私が間違っていた」とは言ってくれなかったという[注釈 5]。[要出典]
- 1991年秋、タイトーによりファミリーコンピュータでゲーム化される予定だったが、発売中止となった[111][信頼性要検証]。シナリオを担当したのは手塚の息子の手塚眞で、ゲーム中のクライマックスではレオの秘密を明かす予定だったという[112]。このゲームのテレビCMが実際に第3作のアニメ内で放送されていた。
- 1996年11月22日、ニンテンドウ64スペースワールド '96にて、任天堂によってNINTENDO 64でゲーム化、1998年春発売予定と発表された。1997年11月21日、NINTENDO SPACEWORLD '97にて、映像出展もされたが、本作の開発期間が手塚眞の映画の製作時期と重なり、完成させることが難しくなったため、開発中止となった[113]。
- 2018年9月1日から2019年1月31日の期間、リアル謎解きゲーム『ジャングル大帝・レオ 動物たちのヒミツを探せ！』がハレガケ(NAZO×NAZO劇団)によって千葉市動物公園を開催施設として行われた。